# 上水

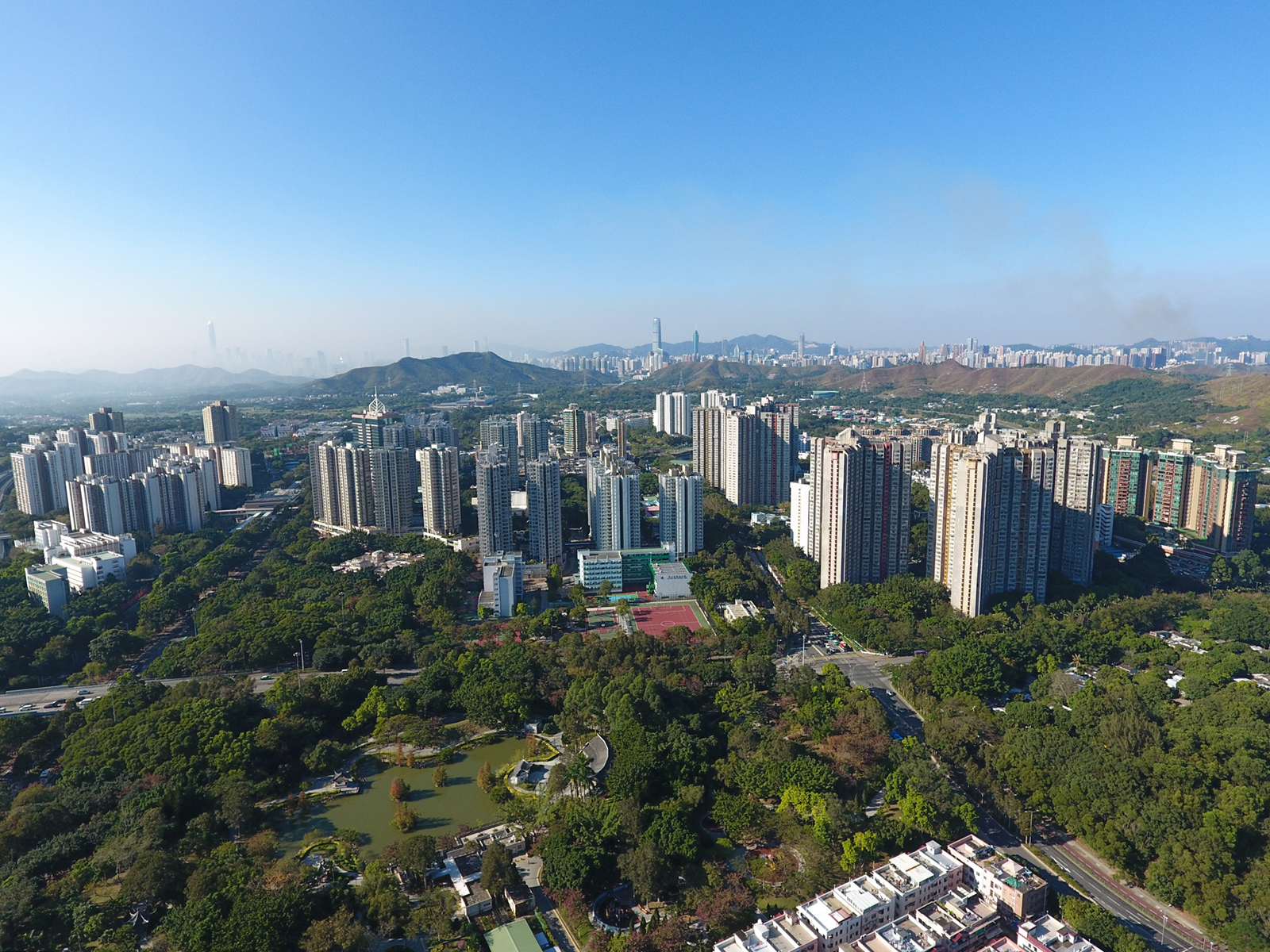
香港上水（2017年）

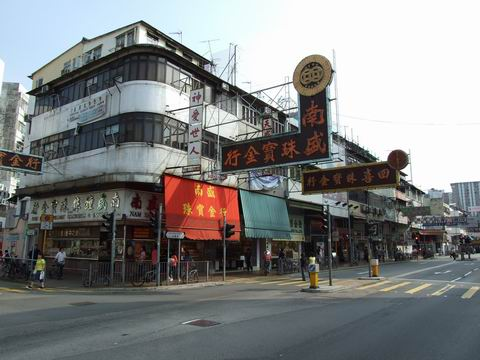
新豐路石湖墟

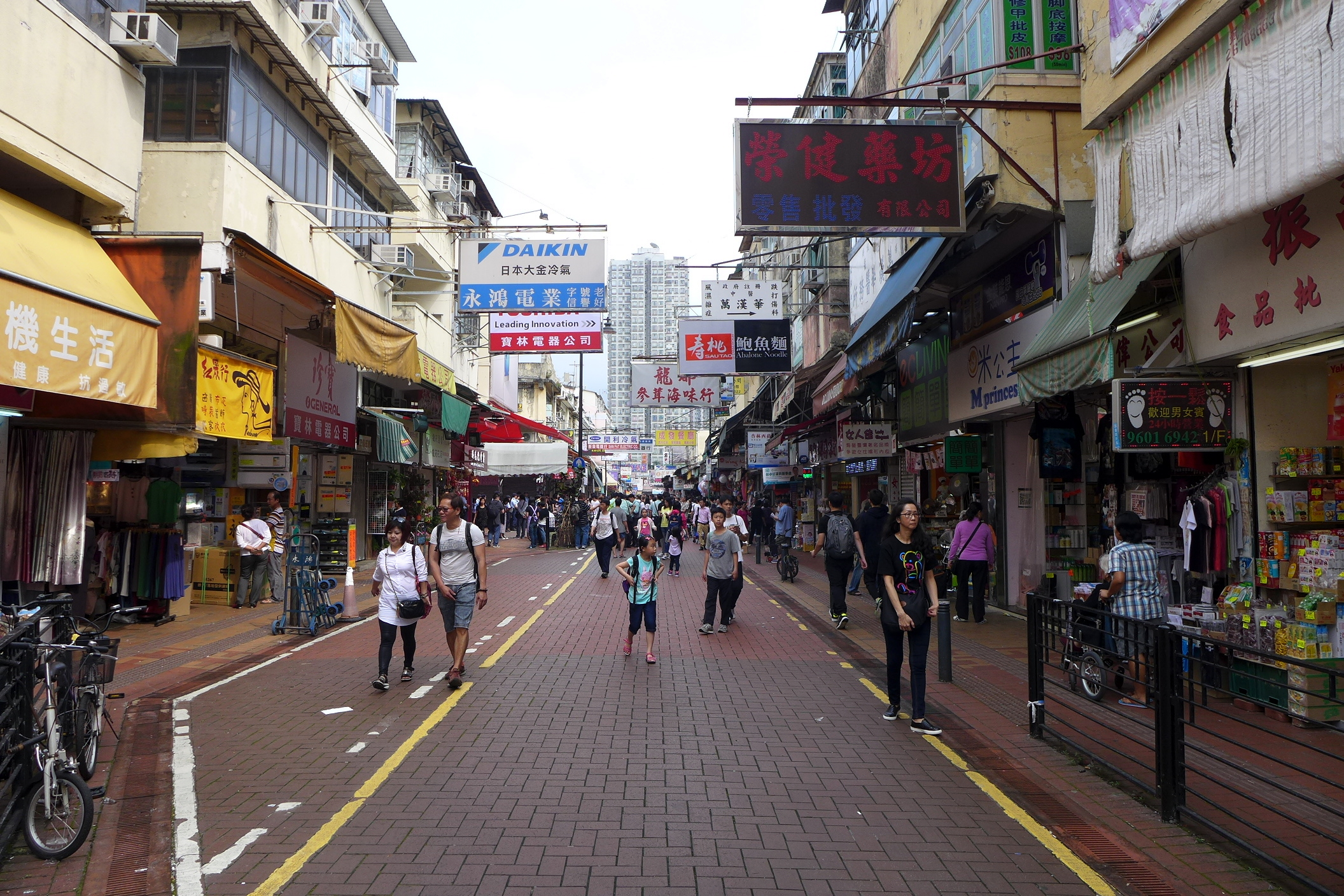
新康街行人專用區為水貨客集中地，以藥房、連鎖波鞋店為主

上水（英語：Sheung Shui）位於香港新界北區西部，是香港最北面的新市鎮，也是粉嶺／上水新市鎮的一部分。上水一帶原為農田，於1980年代起發展為現代化新市鎮，區內住宅和商業區以石湖墟和港鐵上水站一帶的市中心發展，是上水人口最密集的地區，也是北區的主要商業經濟中心，昔日的農田現只可在市中心北部，西南部等村落找到。
上水因靠近中國大陸邊境，為中國大陸居民進入香港的首站，加上自由行開放後，區內不論假日均有大量來自深圳一帶的自由行旅客和水貨客在區內消費和從事水貨活動，使到區內人流和商業活動增加，為區內居民正常生活造成滋擾，上水的區内民生店鋪和小店都變成了藥房，而政府亦無積極解決居民需要，因此曾觸發多次示威而表達不滿，
惟2019冠狀病毒病流行期間，靠近上水的兩個陸路口岸羅湖管制站及落馬洲支線管制站自2020年至2023年初持續關閉，導致跨境旅客大減，上水持續多年跨境旅客到訪購物的熱鬧場景不再，又再次回到昔日一簽多行政策推行前較為寧靜的社區。

## 地理
上水是香港最北端的已發展區，位於深圳河以南，雞公嶺以北，東面連接粉嶺平原，西面毗鄰元朗區及落馬洲，與中國深圳連接。位於上水西北部的羅湖及北部的文錦渡是往中國內地的主要通道。上水與粉嶺、沙頭角、打鼓嶺組成了北區，其中上水和粉嶺已發展成為粉嶺／上水新市鎮。上水一帶以低地和丘陵為主，高山不多。

## 氣候
| 上水(2004-2025)     | 上水(2004-2025) | 上水(2004-2025) | 上水(2004-2025) | 上水(2004-2025) | 上水(2004-2025) | 上水(2004-2025) | 上水(2004-2025) | 上水(2004-2025) | 上水(2004-2025) | 上水(2004-2025) | 上水(2004-2025) | 上水(2004-2025) | 上水(2004-2025) |
| 月份                | 1月             | 2月             | 3月             | 4月             | 5月             | 6月             | 7月             | 8月             | 9月             | 10月            | 11月            | 12月            | 全年            |
| ------------------- | --------------- | --------------- | --------------- | --------------- | --------------- | --------------- | --------------- | --------------- | --------------- | --------------- | --------------- | --------------- | --------------- |
| 历史最高温 °C（°F） | 29.1 (84.4)     | 31.5 (88.7)     | 32.7 (90.9)     | 36.3 (97.3)     | 37.2 (99.0)     | 37.9 (100.2)    | 39.0 (102.2)    | 38.9 (102.0)    | 38.3 (100.9)    | 37.1 (98.8)     | 33.4 (92.1)     | 31.3 (88.3)     | 39.0 (102.2)    |
| 平均高温 °C（°F）   | 20.5 (68.9)     | 21.6 (70.9)     | 24.0 (75.2)     | 27.5 (81.5)     | 30.3 (86.5)     | 31.9 (89.4)     | 33.3 (91.9)     | 33.0 (91.4)     | 32.8 (91.0)     | 30.1 (86.2)     | 26.3 (79.3)     | 21.8 (71.2)     | 27.7 (81.9)     |
| 日均气温 °C（°F）   | 15.6 (60.1)     | 17.0 (62.6)     | 19.8 (67.6)     | 23.1 (73.6)     | 26.4 (79.5)     | 28.1 (82.6)     | 29.0 (84.2)     | 28.6 (83.5)     | 28.1 (82.6)     | 25.4 (77.7)     | 21.7 (71.1)     | 16.8 (62.2)     | 23.4 (74.1)     |
| 平均低温 °C（°F）   | 12.3 (54.1)     | 14.0 (57.2)     | 16.9 (62.4)     | 20.3 (68.5)     | 23.5 (74.3)     | 25.6 (78.1)     | 26.0 (78.8)     | 25.6 (78.1)     | 25.0 (77.0)     | 22.5 (72.5)     | 18.6 (65.5)     | 13.4 (56.1)     | 20.3 (68.5)     |
| 历史最低温 °C（°F） | 2.2 (36.0)      | 4.5 (40.1)      | 4.5 (40.1)      | 10.0 (50.0)     | 15.4 (59.7)     | 19.5 (67.1)     | 23.0 (73.4)     | 22.9 (73.2)     | 19.8 (67.6)     | 14.6 (58.3)     | 6.6 (43.9)      | 4.0 (39.2)      | 2.2 (36.0)      |
| 来源：香港天文台    |                 |                 |                 |                 |                 |                 |                 |                 |                 |                 |                 |                 |                 |

夏季比市區熱，但冬季可能因輻射冷卻效應降至嚴寒（ 2025年冬至期间，上水最低气温约为7℃ ，也是截止2025年4月16日有記錄的的最低温度），導致結霜。

## 歷史

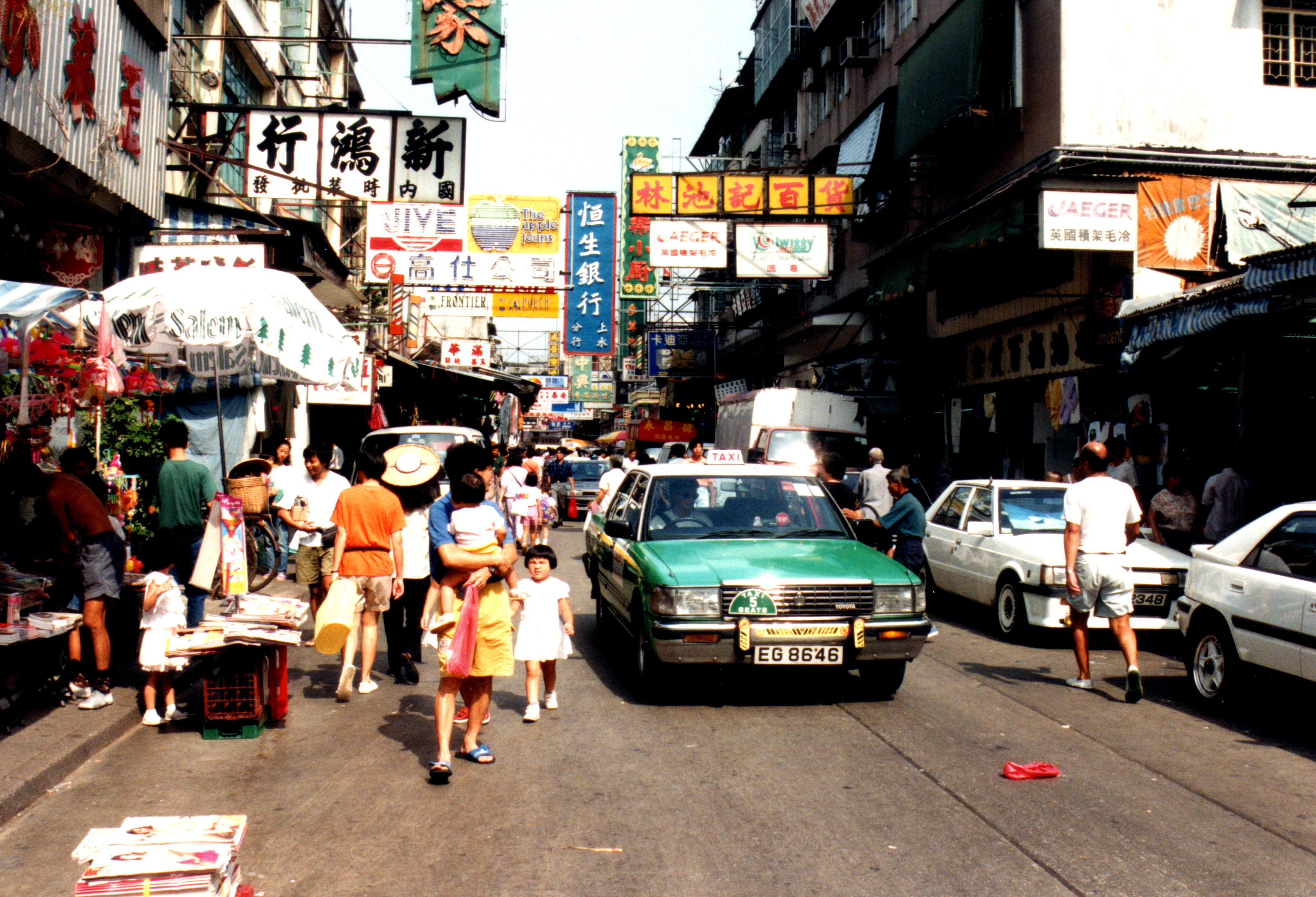
1991年的石湖墟

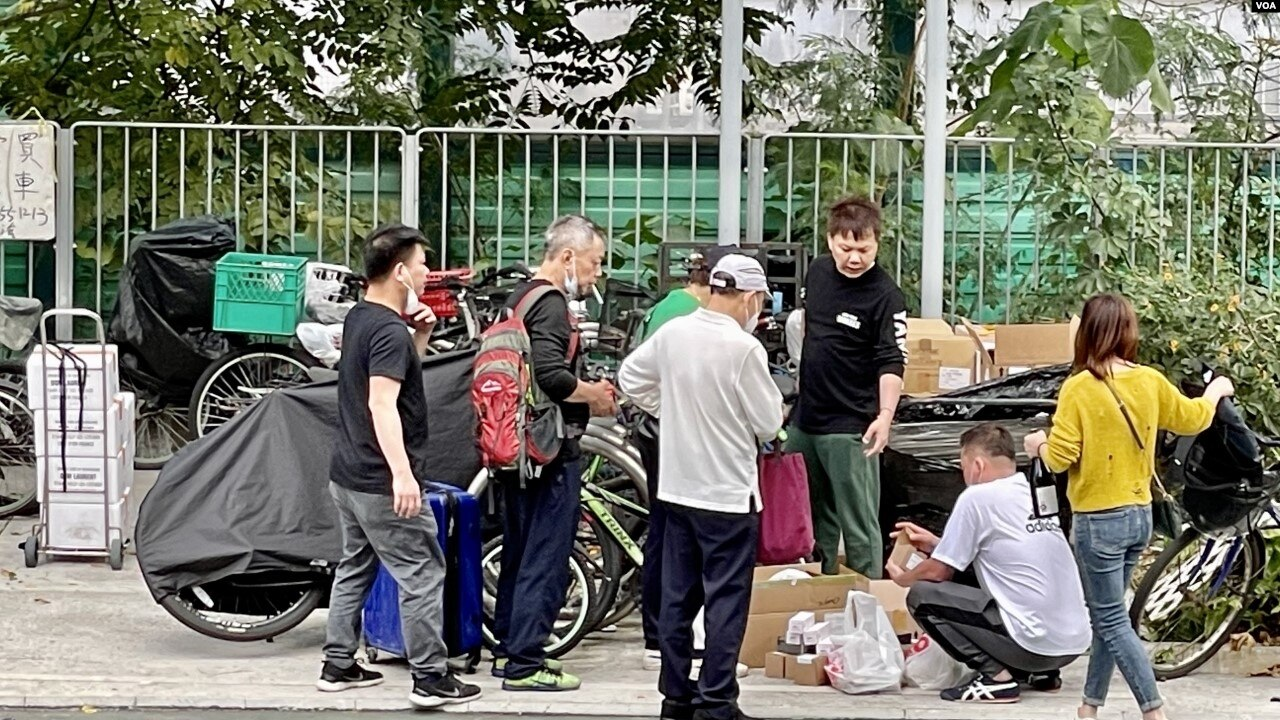
2023年2月，中港两地全面通关后水货客问题死灰复燃，有疑似水货客聚集在上水站附近被称为“秦皇坑”的分货地点

根據香港古物古蹟辦事處出版的圖書一《香港文物》，上水區內的上水華山曾出土新石器時代及兩漢時期的文物。而根據《北區風物志》（1994年）記載，上水及粉嶺一帶古稱「雙魚市」，因上水北面有一條「雙魚河」。自廖族於元末由福建遷來廣東南部之後，子孫漸漸散居於今新界橫眉山、嶺下、小坑、雙魚、福田、上水一帶，並建成村落。傳至對風水有認識的七世祖廖南沙，倡言必須聚族而居，後代子孫方可昌盛。乃根據風水學說追尋「龍脈」，選定龍口地形像鳳之處，合力鑿池（即護城河）築城，建成「圍內村」（今上水鄉老圍）；號召廖氏三房子孫盡徙圍內居住。由於圍內村立於梧桐河之上，廖氏族人便稱其為「上水鄉」，漸漸「上水」便成了附近一帶地方的名稱。上水與粉嶺、打鼓嶺和沙頭角同屬於1979年成立的北區行政區。並在1980年代開始發展現代化新市鎮。上水發展主要是在港鐵上水站一帶的市中心，由附近屋邨前往鐵路車站一般都在15分鐘步行時間內。昔日，附近村民會集中在石湖墟進行交易。雖然現在上水已經發展成為新市鎮，但由於石湖墟鄰近鐵路車站及巴士總站，所以並沒有因為發展而衰落，人流反而更多。尤其自由行政策後，經常有自由行旅客和水貨客往來上水及深圳購買日用品和走運水貨。

雙魚河
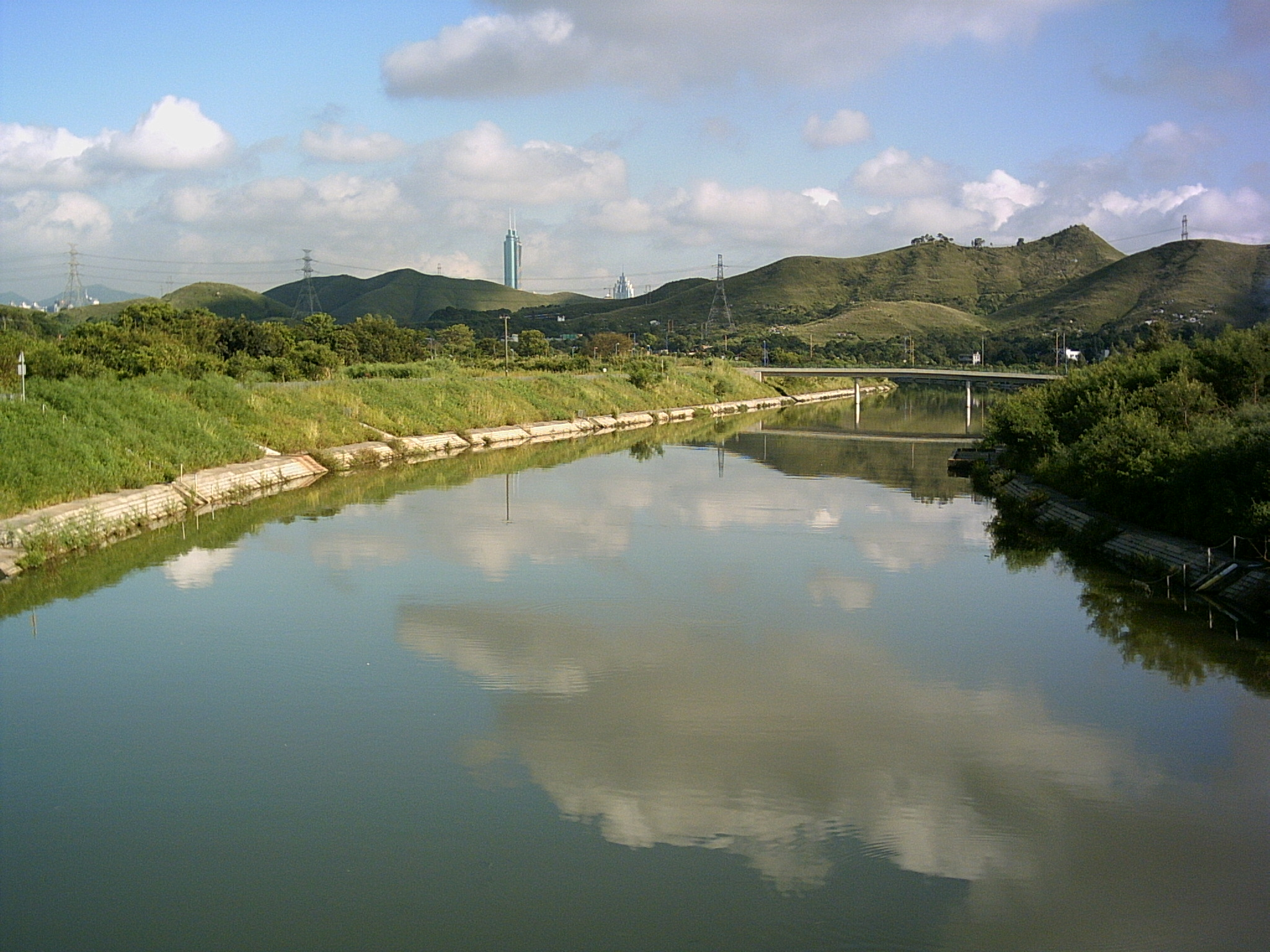
梧桐河
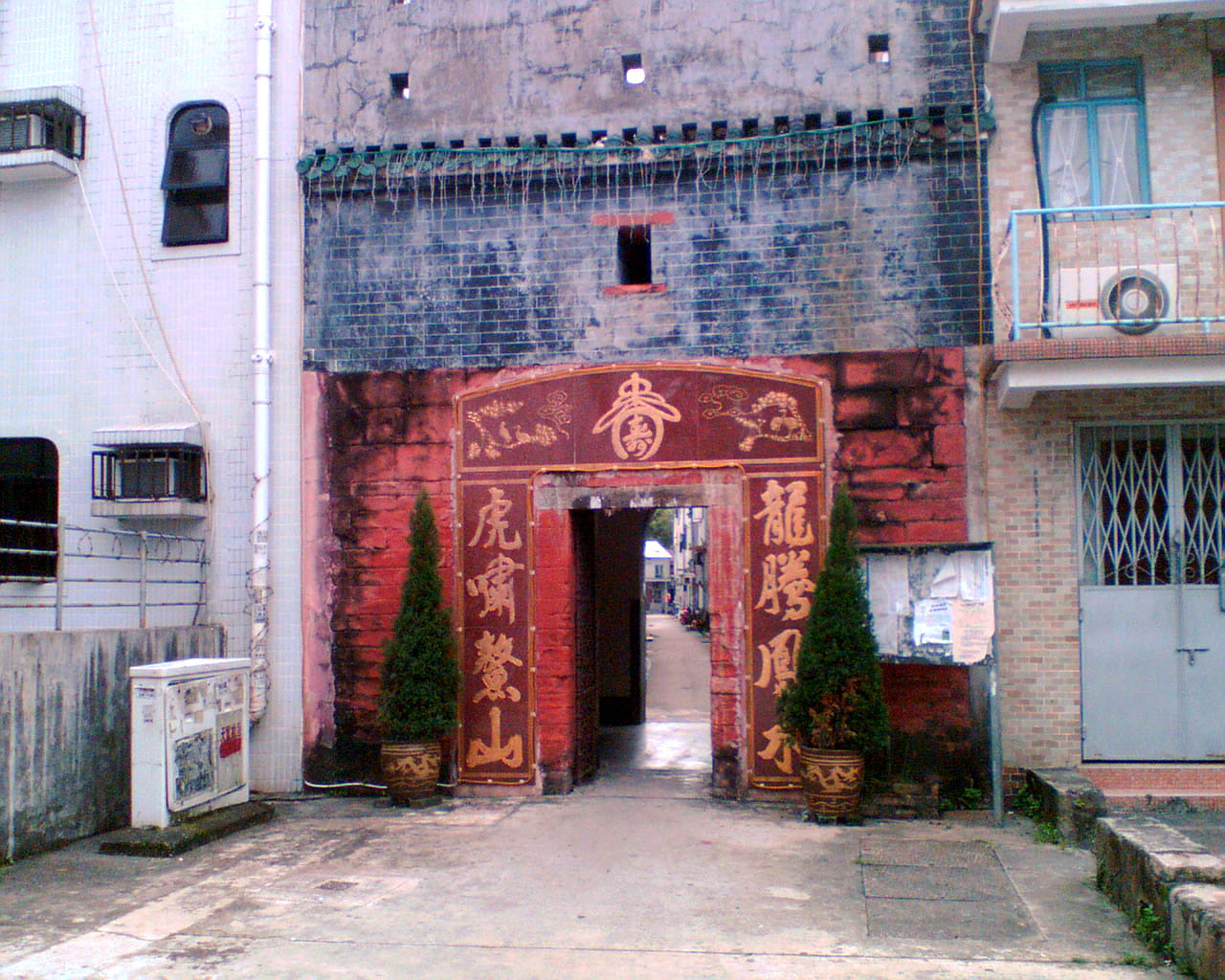
上水鄉老圍
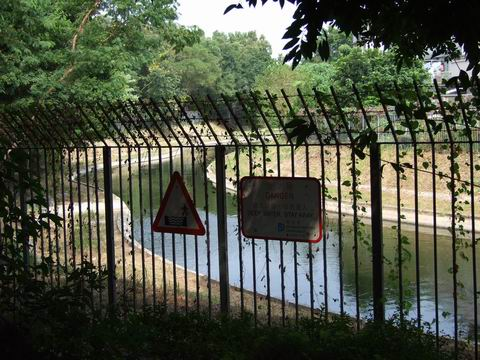
老圍護城河

## 鄉村

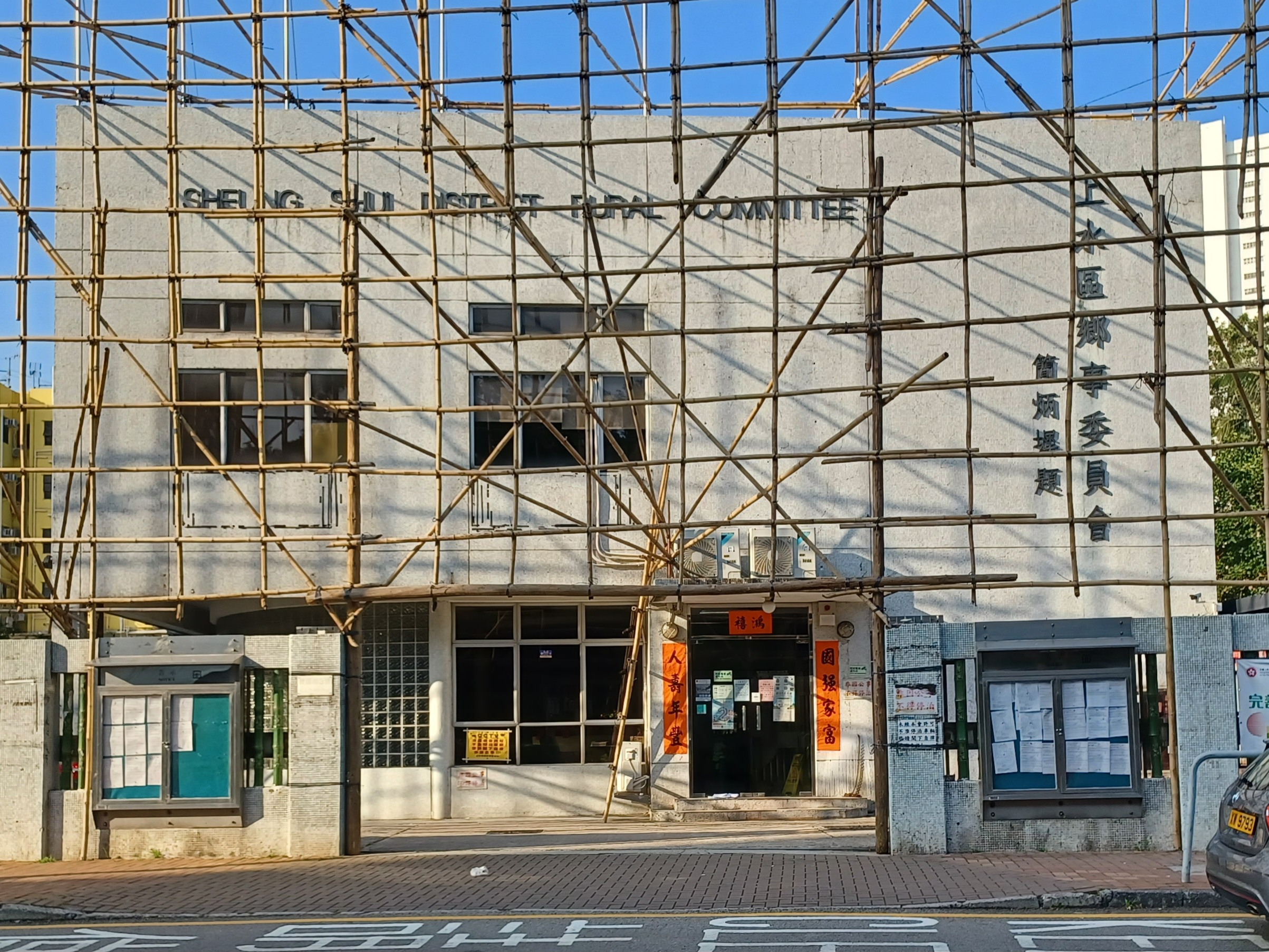
上水區鄉事委員會

| - 長瀝 - 坑頭村 - 河上鄉 - 雞嶺 - 金錢村 - 古洞 - 蓮塘尾 - 料壆 - 馬草壠 - 吳屋村 - 丙崗 - 上水鄉 | - 大頭嶺 - 唐公嶺 - 蕉徑 - 松柏塱 - 華山村 - 燕崗 - 營盤 (香港) - 天平山村 - 天光甫 - 大隴坑 - 虎地坳村 - 石湖新村 |  |

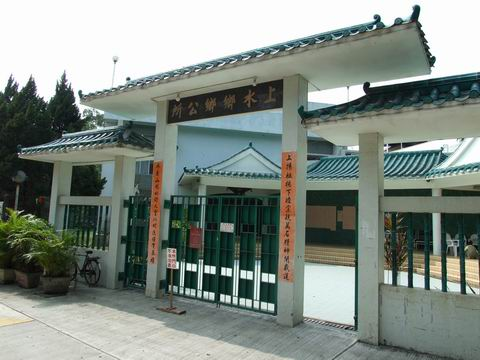
上水鄉鄉公所
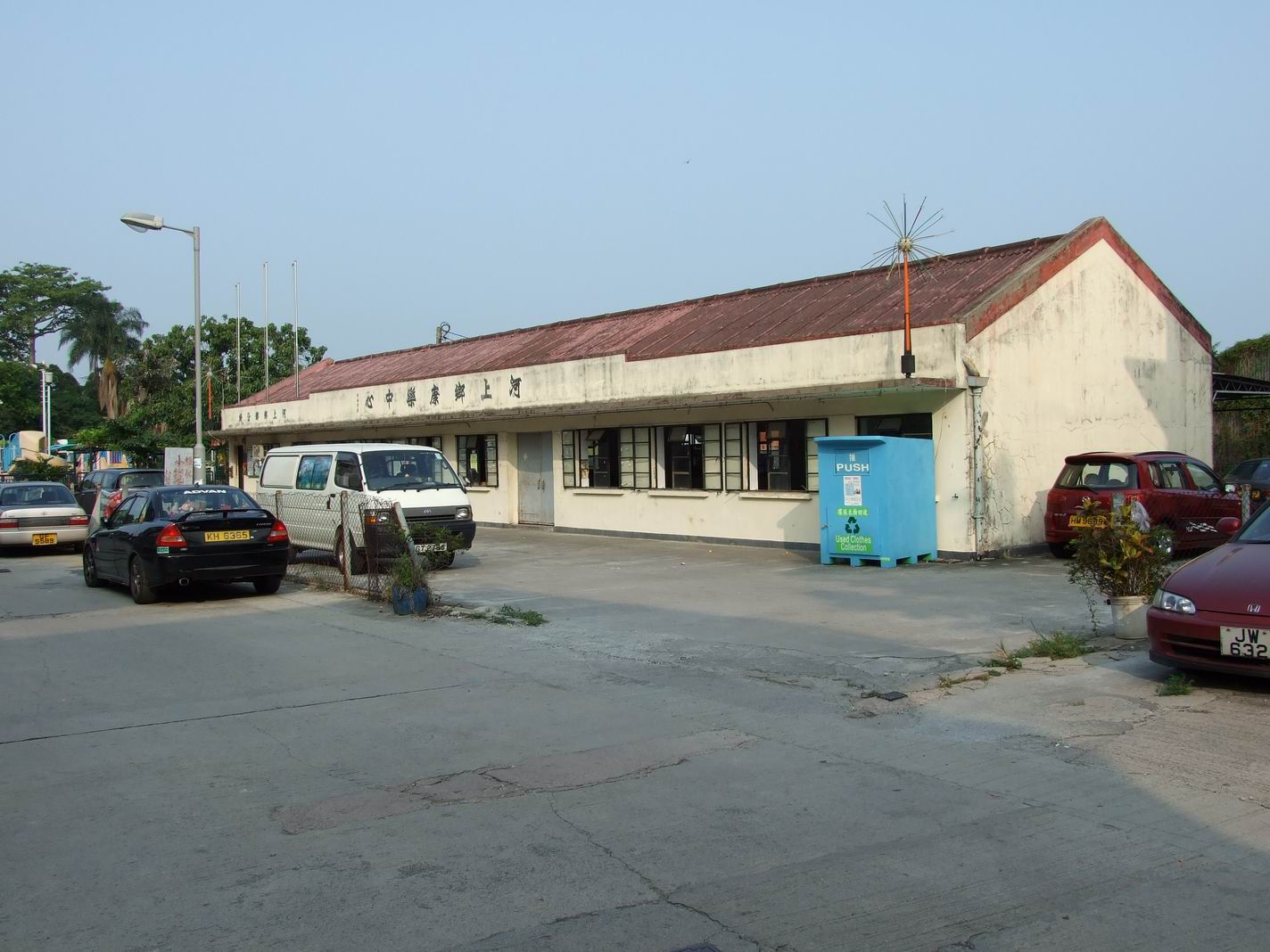
河上鄉鄉公所
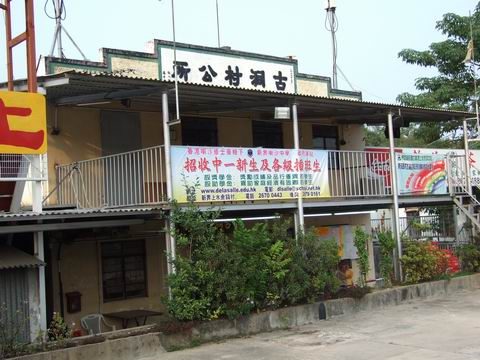
古洞村公所
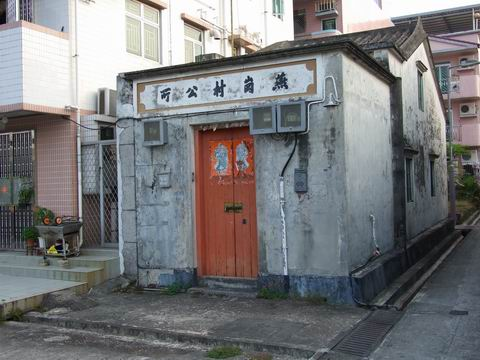
燕崗村公所
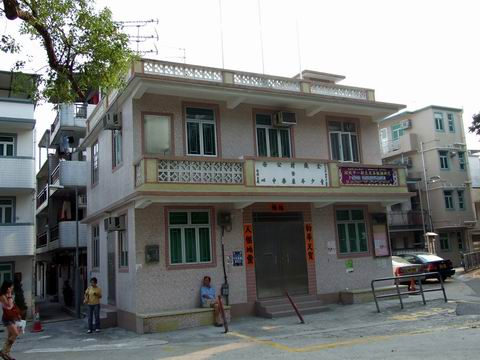
金錢村公所
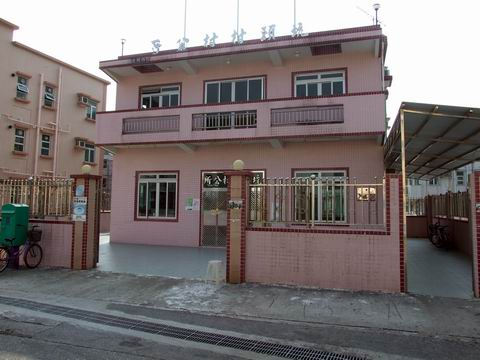
坑頭村村公所
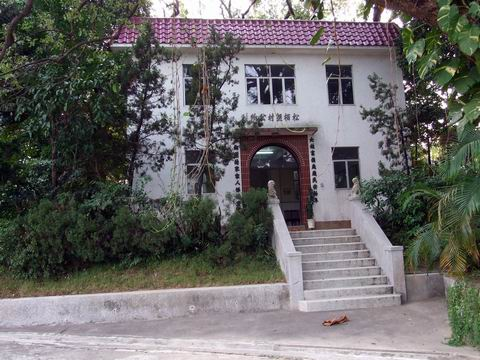
松柏塱村公所
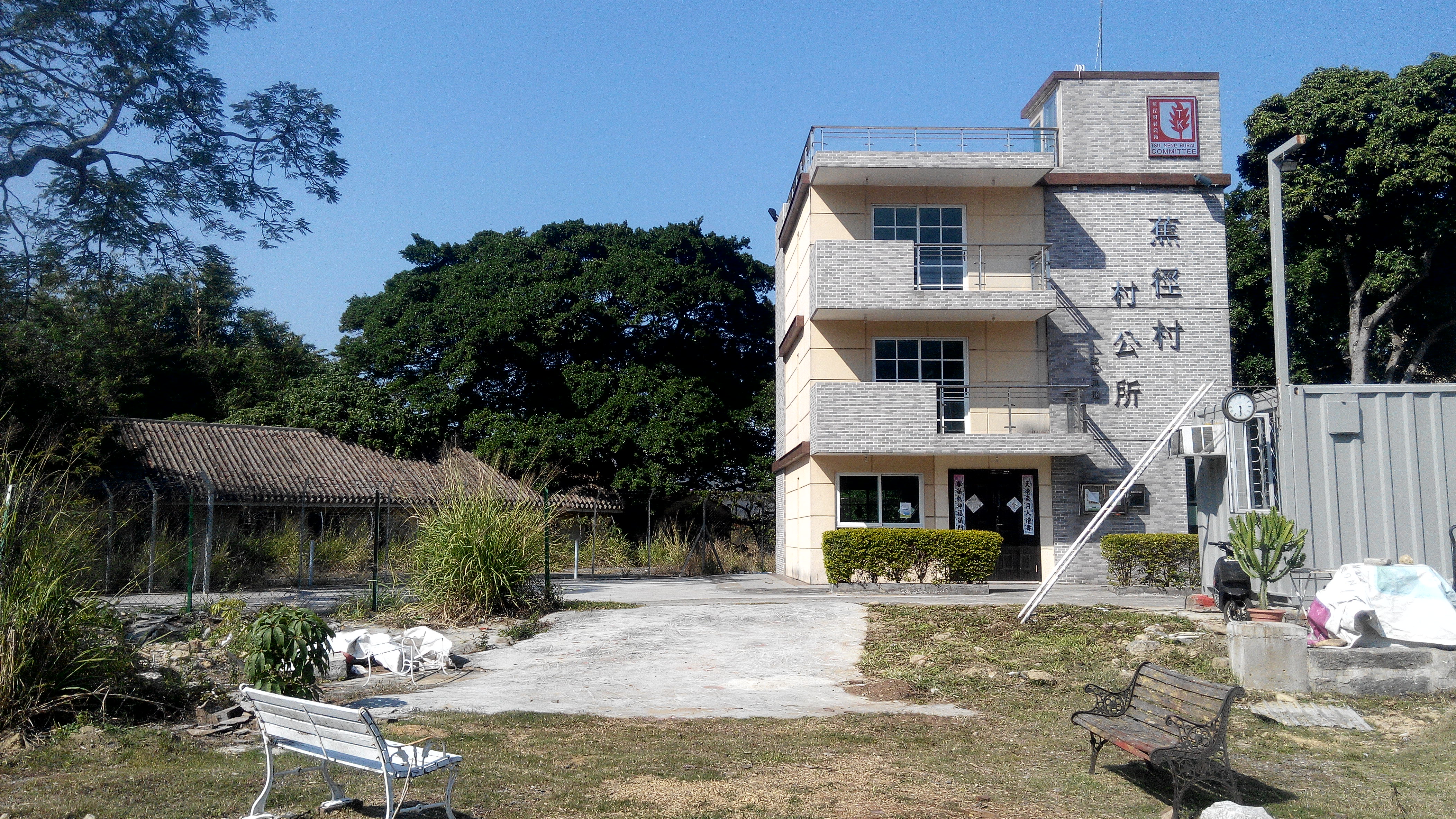
蕉徑村村公所

## 屋苑

### 公共屋邨
- 彩園邨
- 天平邨
- 太平邨
- 清河邨
- 祥龍圍邨
- 寶石湖邨
- 彩石邨（預計第一期2025年／第二期2029年落成）

### 資助出售房屋
- 安盛苑
- 旭埔苑
- 彩蒲苑
- 順欣花園
- 翠麗花園
- 清濤苑

### 政府宿舍
- 上水已婚警察宿舍
- 上水紀律部隊宿舍

### 私人屋苑
- 安國新邨
- 奕翠園
- 新都廣場
- 龍豐花園
- 上水中心
- 上水名都
- 明珠華軒
- 金湖居
- 海禧華庭
- 威尼斯花園
- 皇府山
- 御皇庭
- 顯峰
- 御景峰
- 維也納花園
- 蔚翠花園
- 欣翠花園

### 洋房
- 天巒
- 翡翠園
- 邁爾豪園
- 歐意花園
- 御林皇府
- 天麓
- St. Andrews Place
- 桃苑
- 高爾夫景園

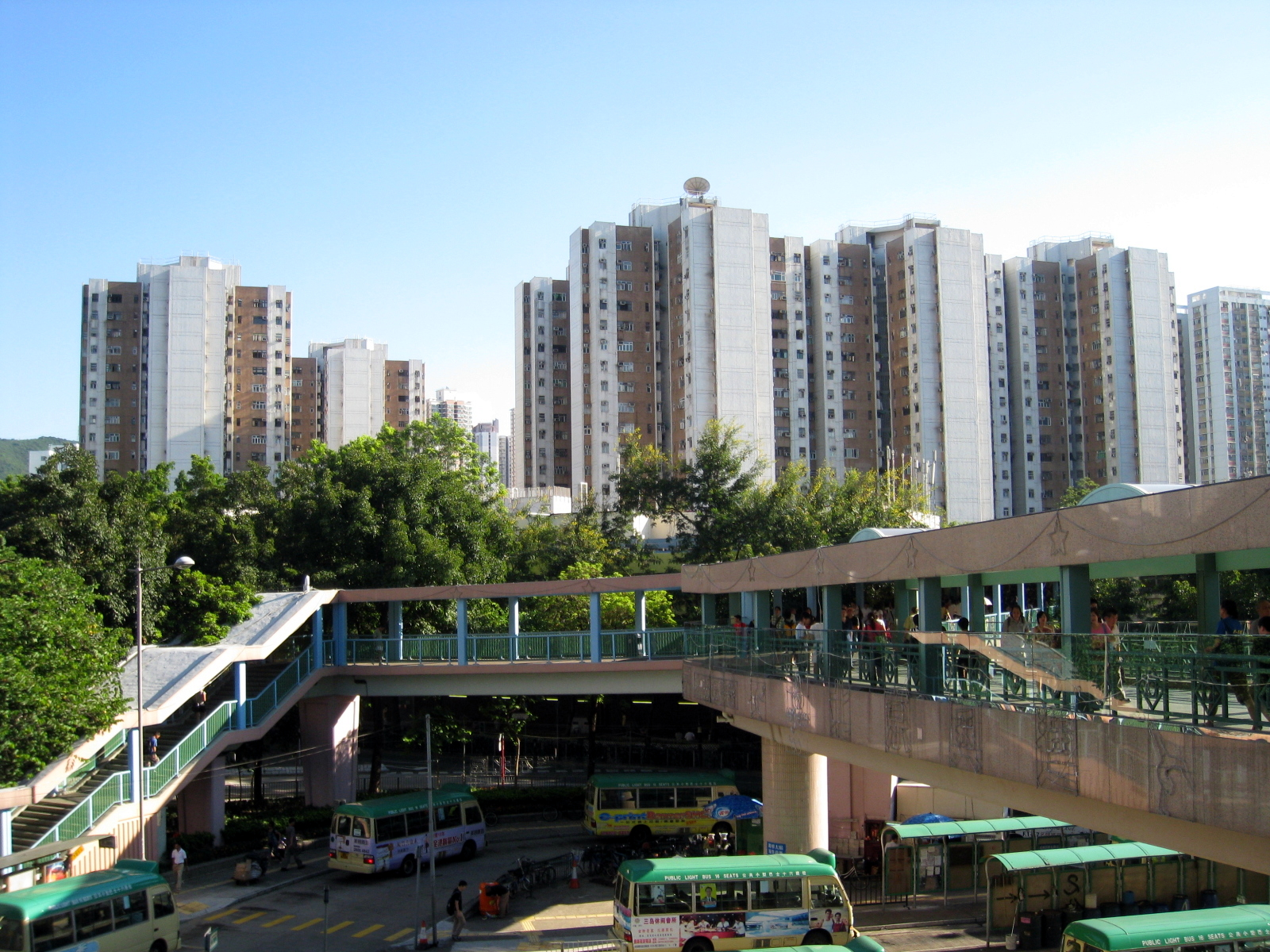
旭埔苑
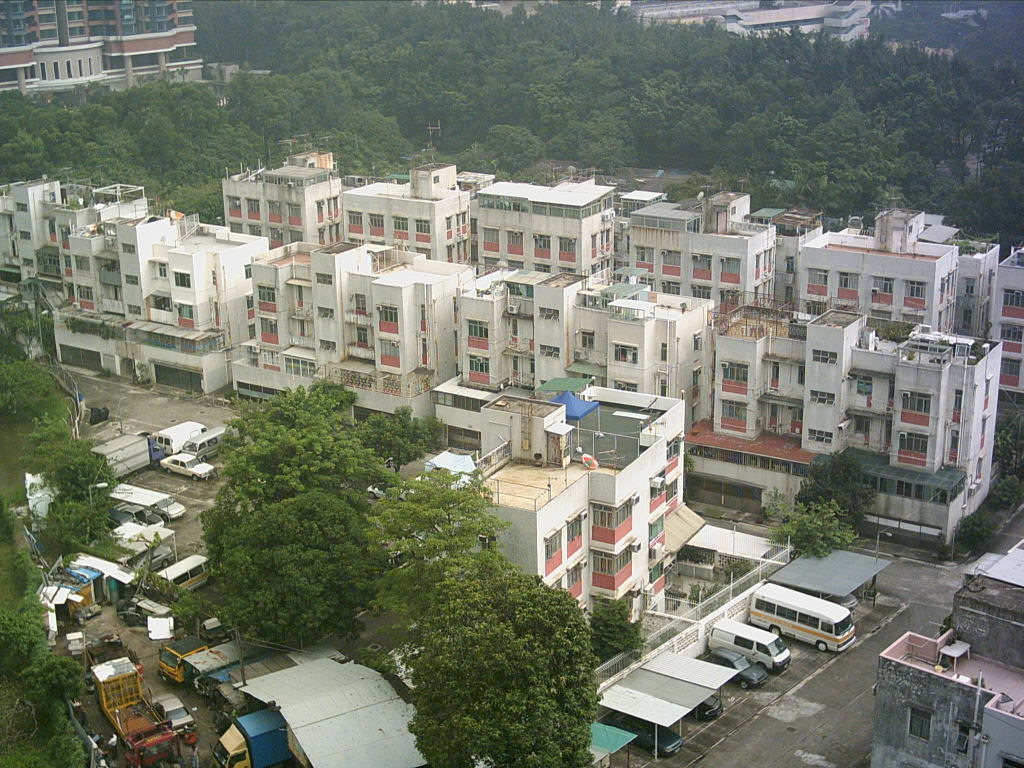
安國新邨
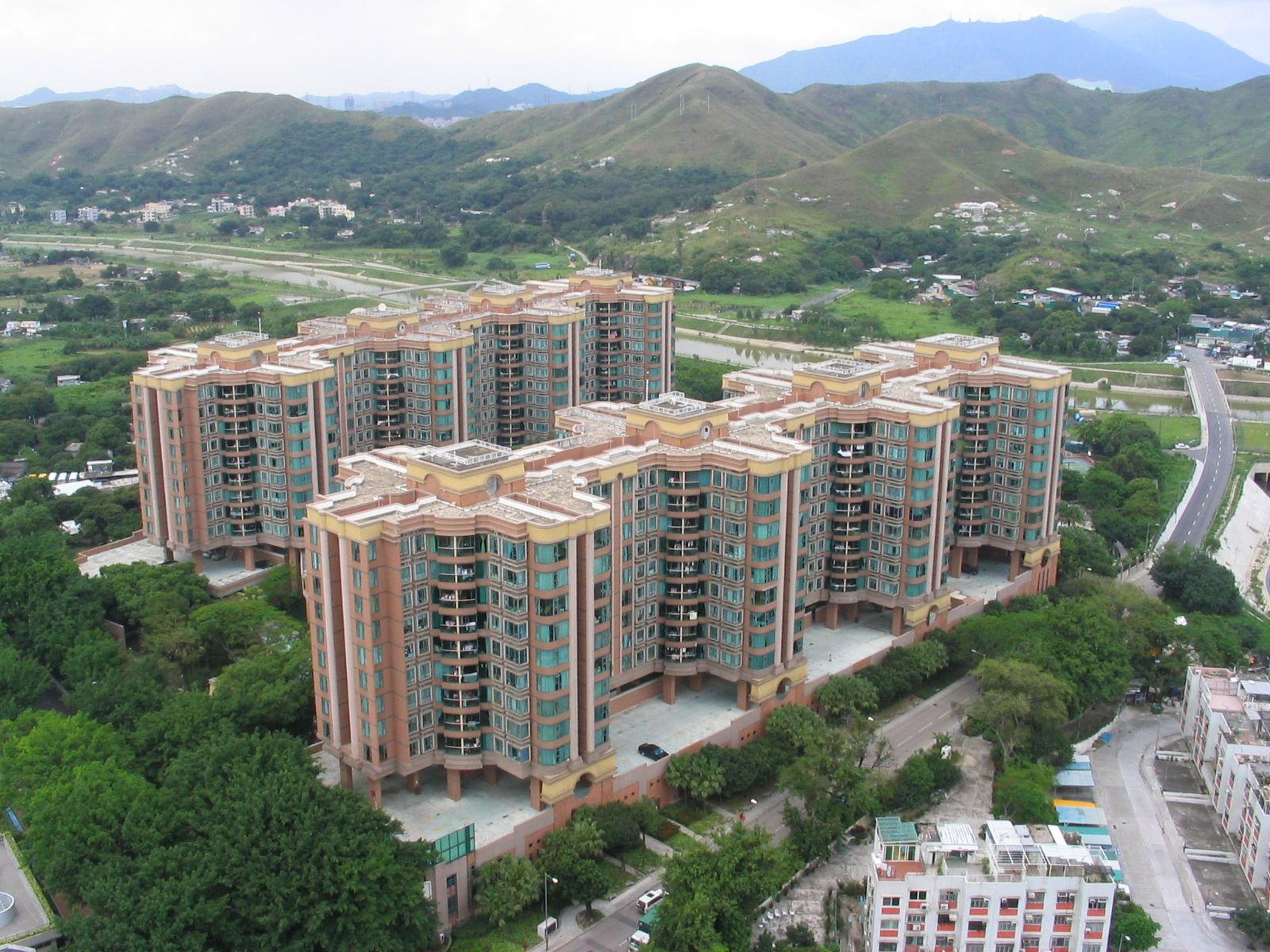
奕翠園
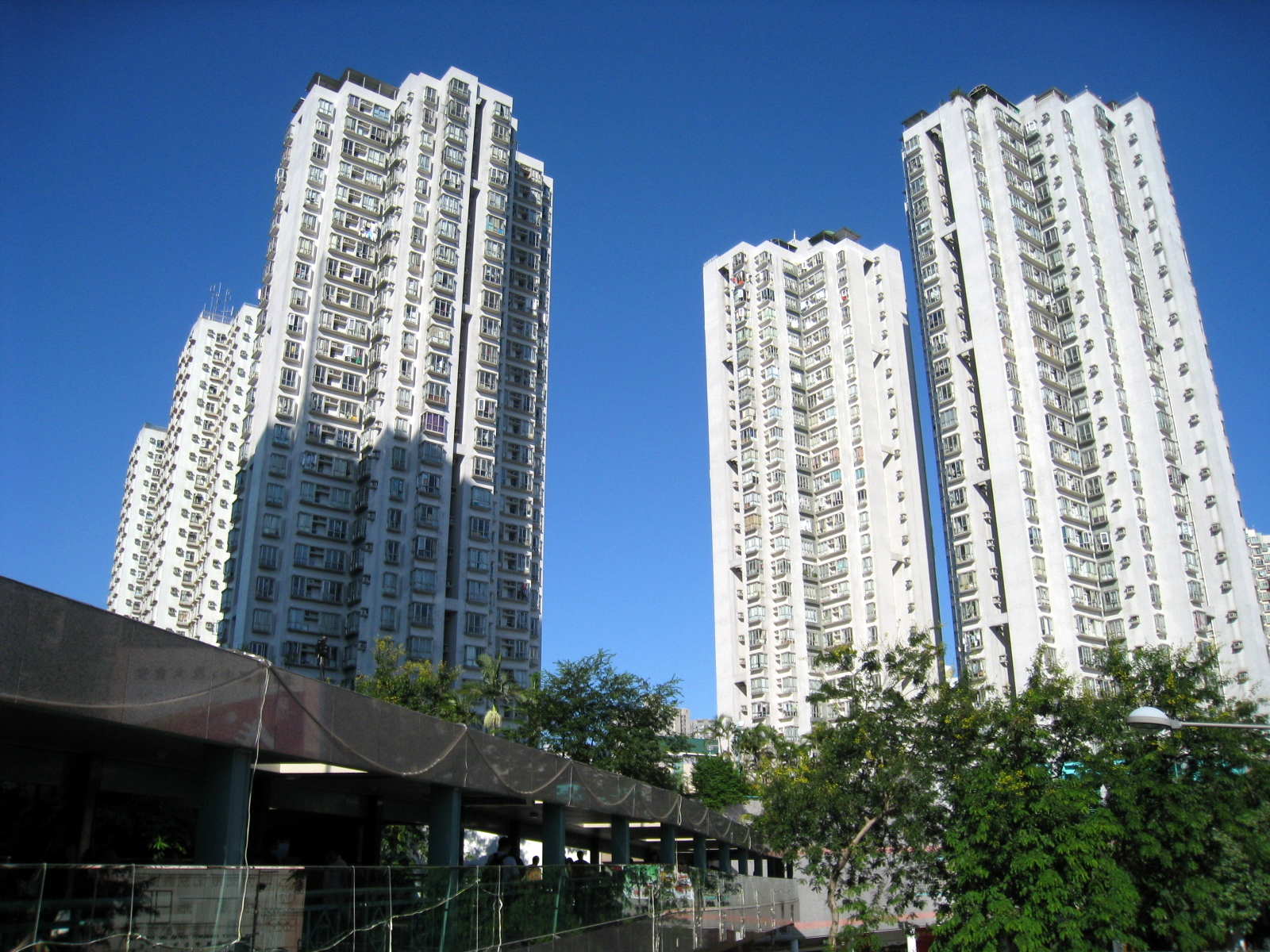
新都廣場
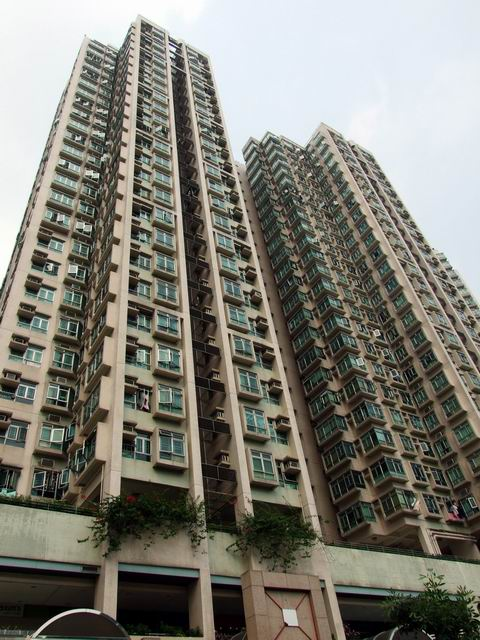
上水中心
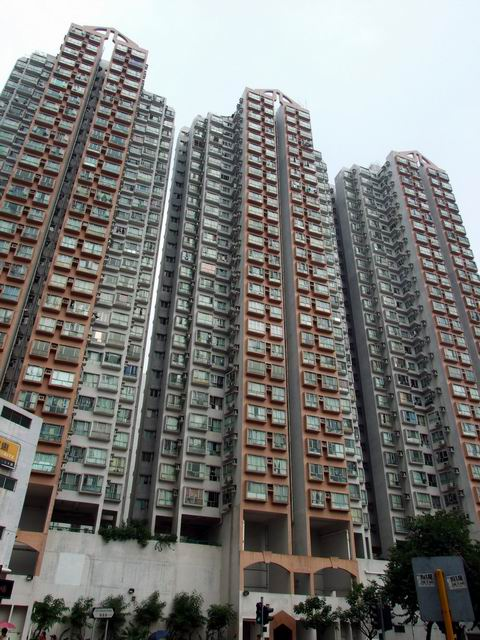
上水名都
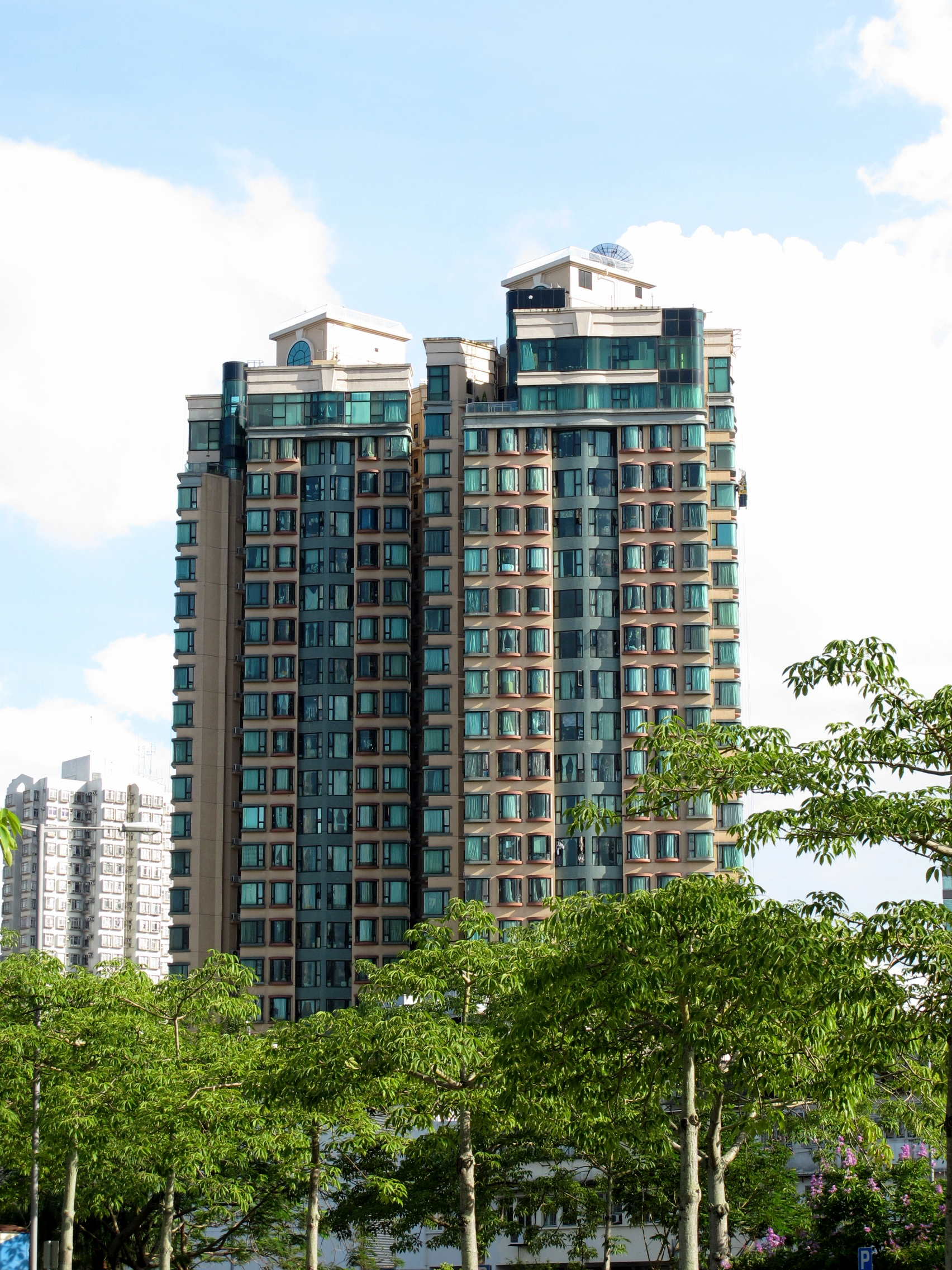
海禧華庭
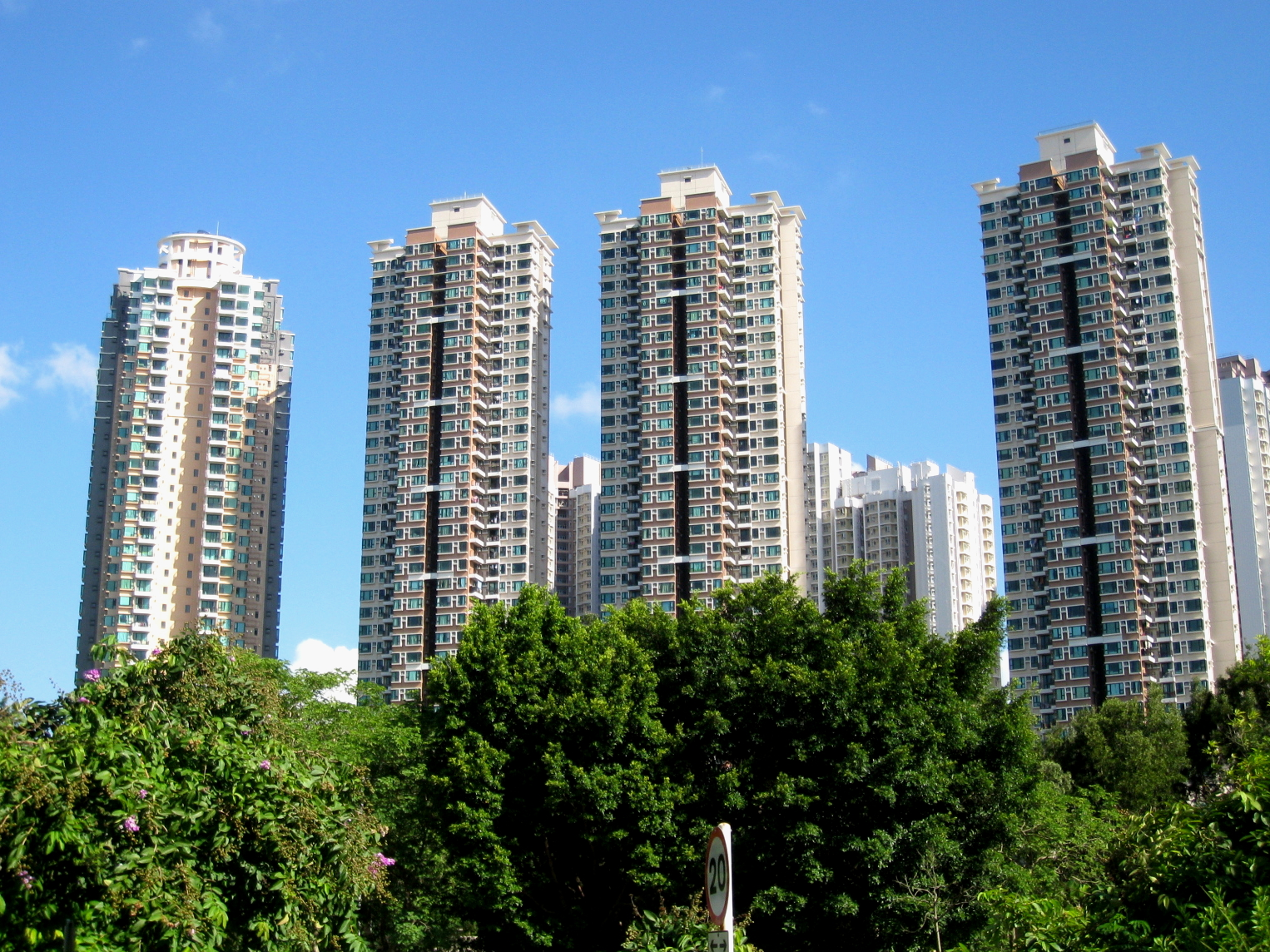
御皇庭

## 屋邨商場
- 彩園廣場
- 清河商場
- 天平商場
- 祥龍薈

## 大型商場

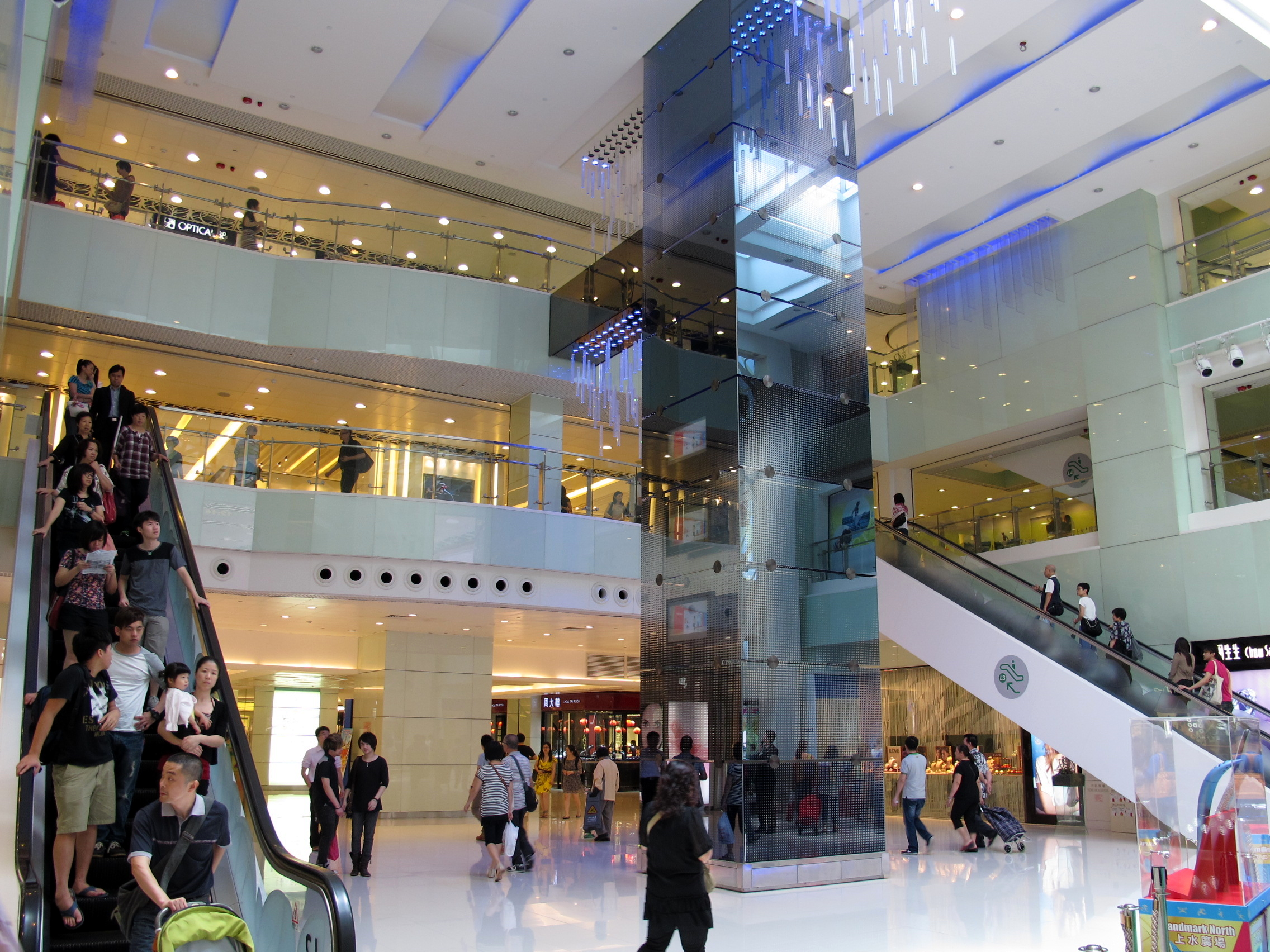
上水廣場
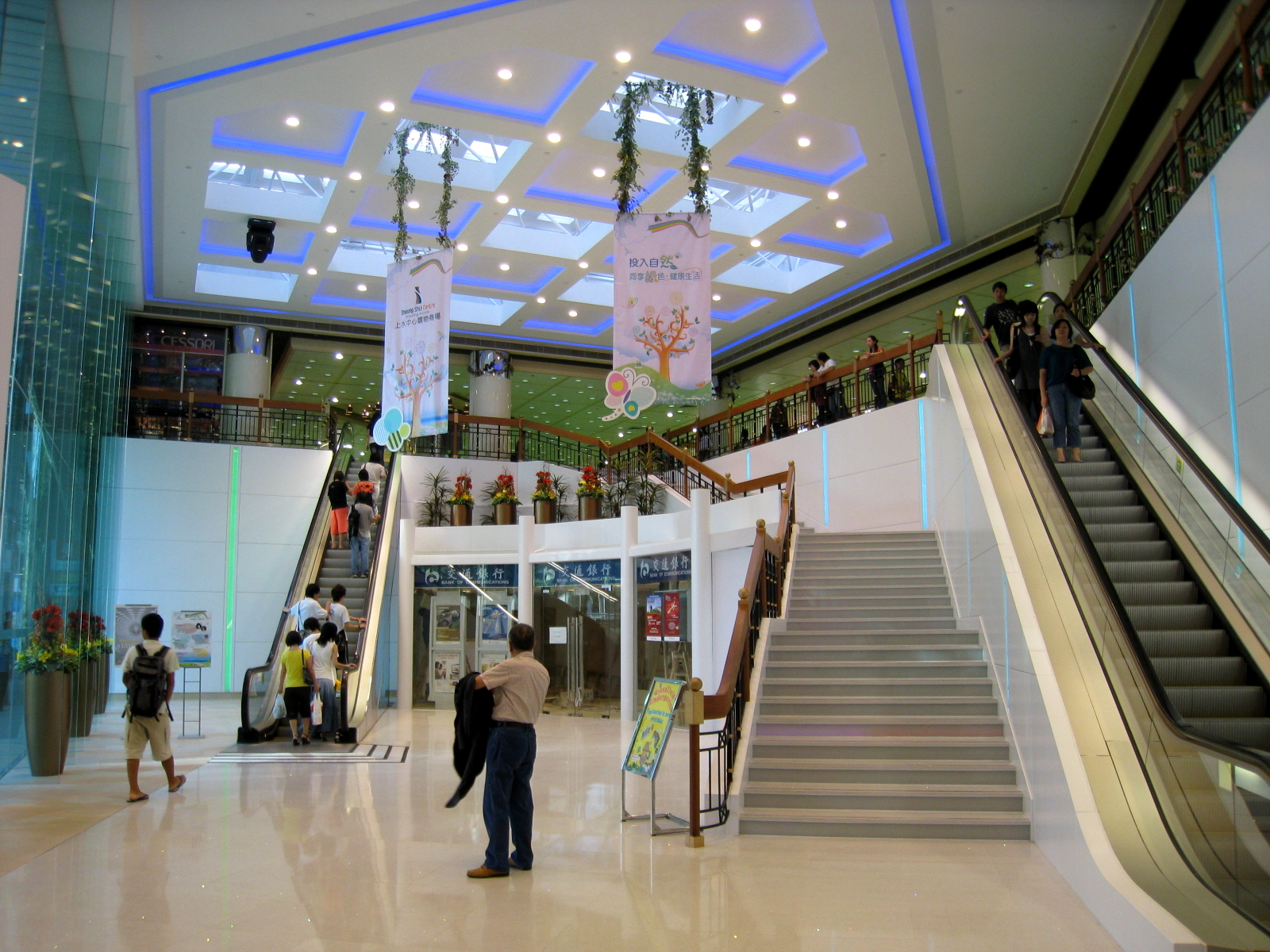
上水中心
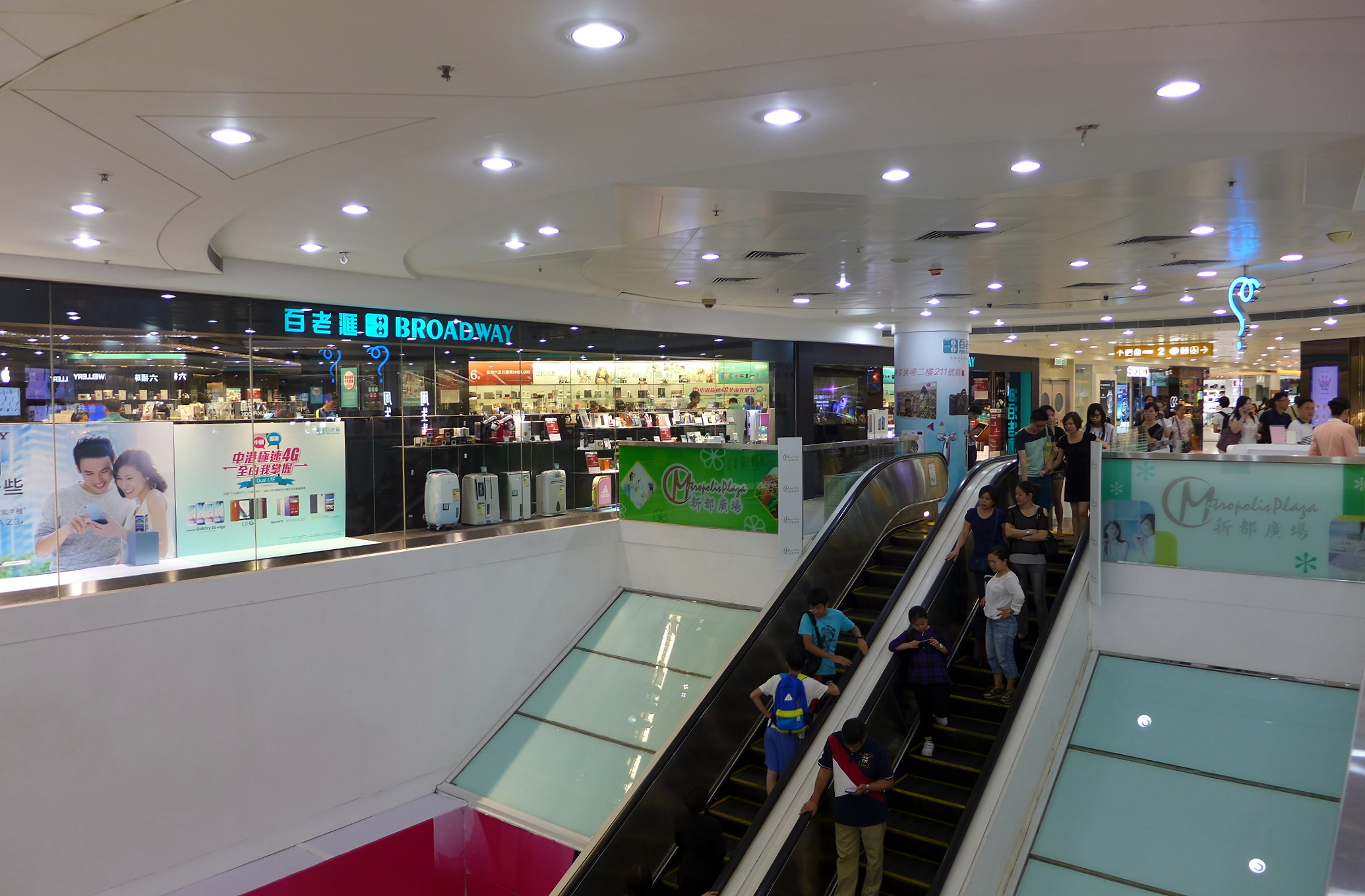
上水名都
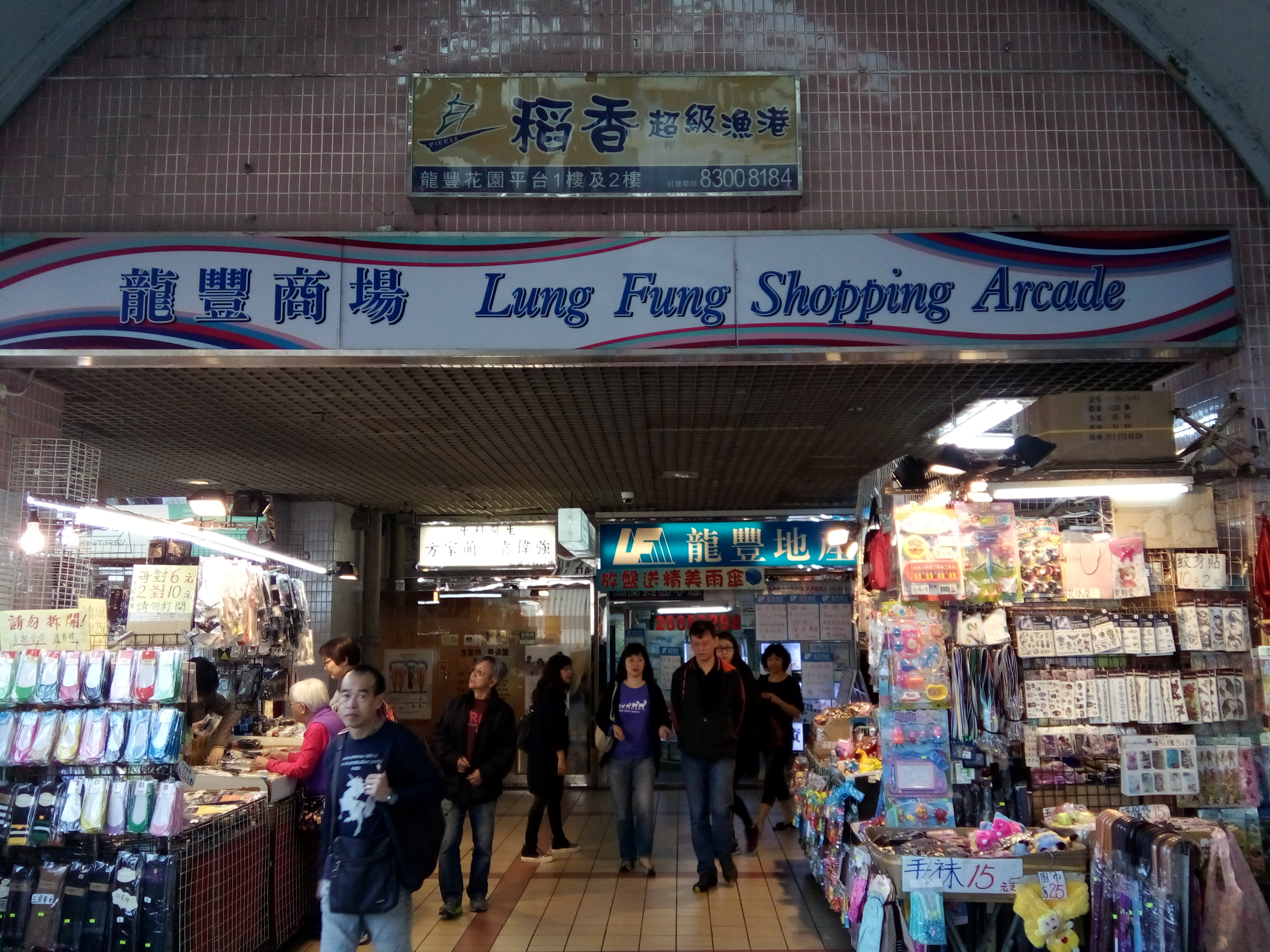
新都廣場
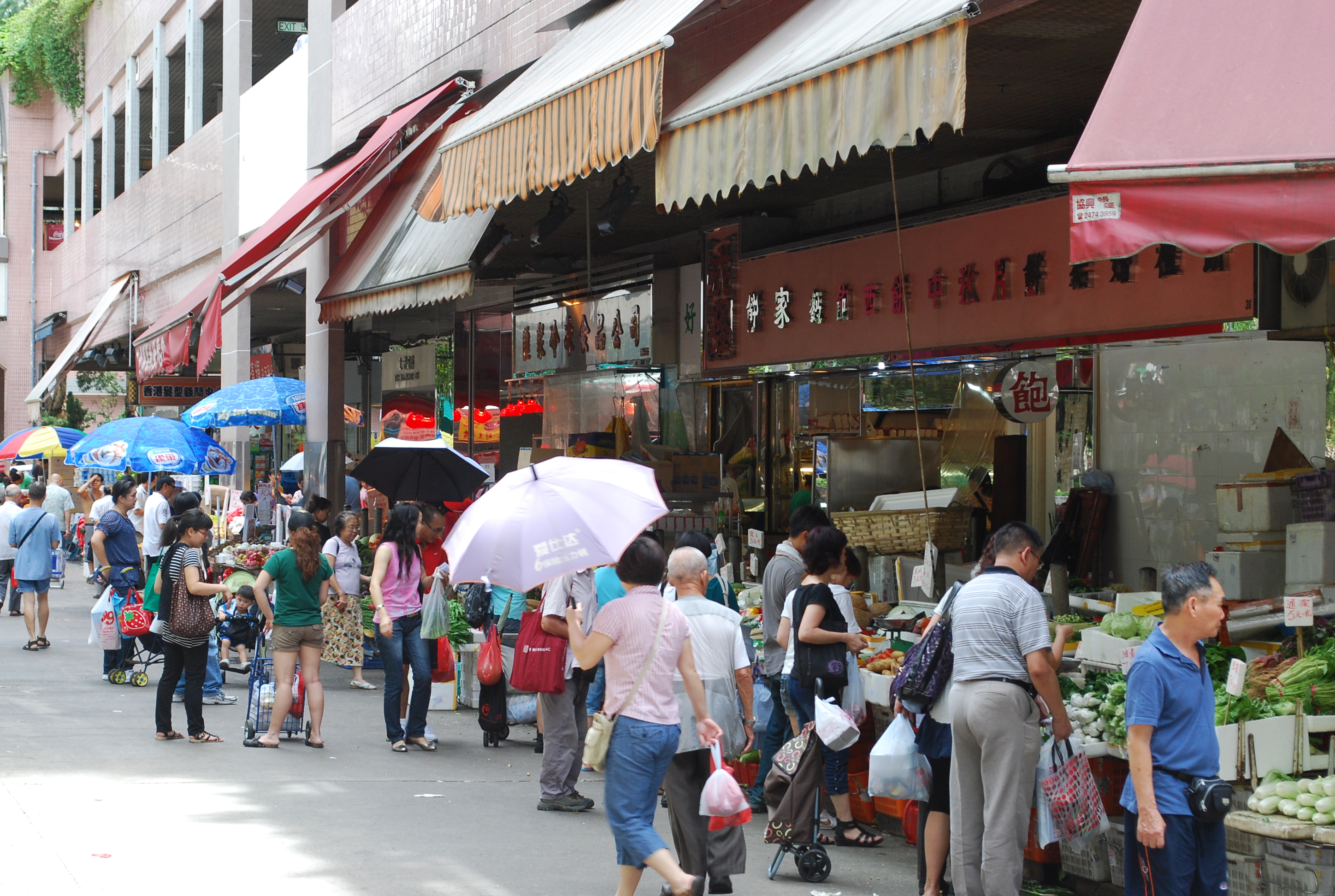
龍豐商場
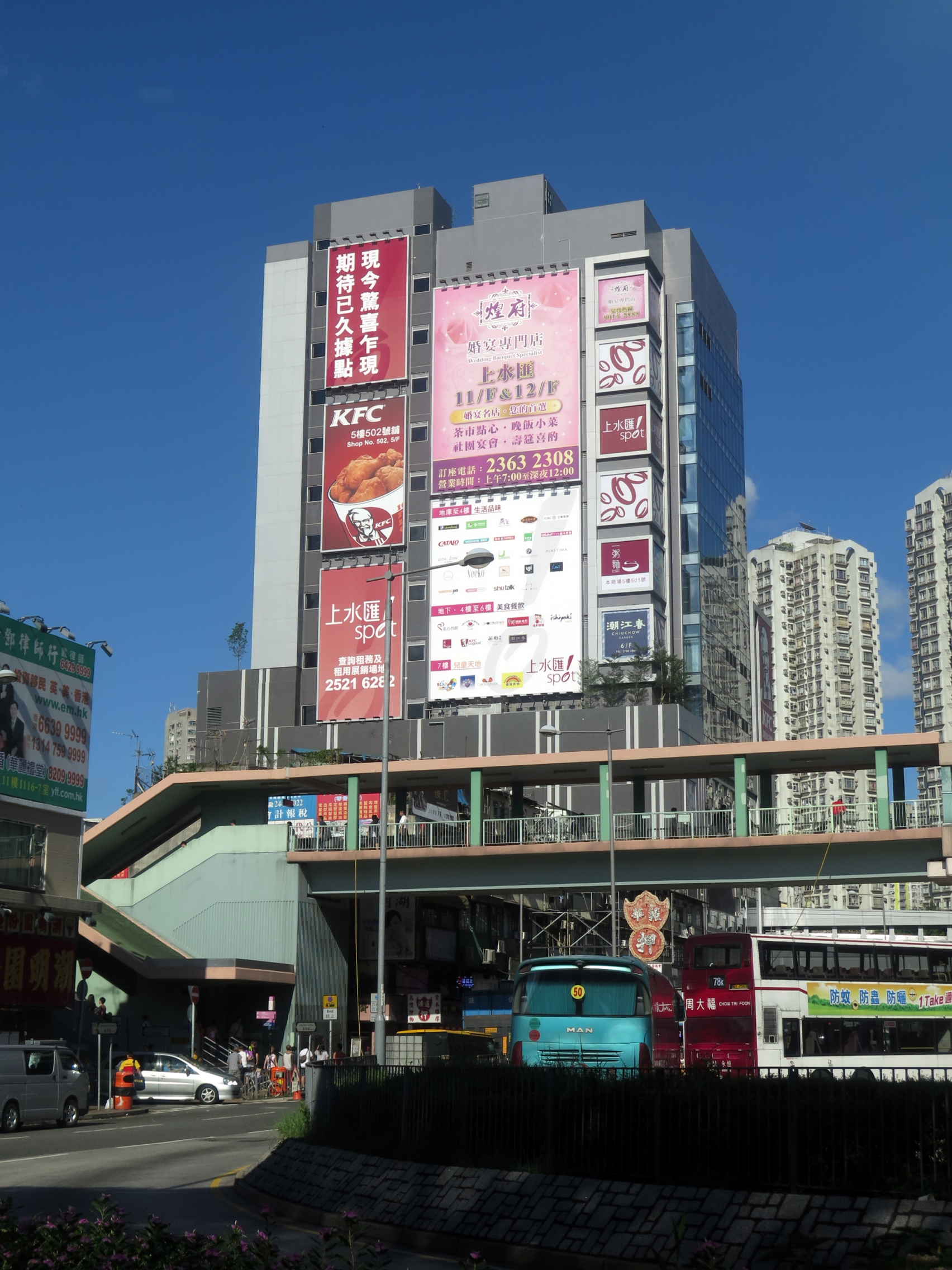
上水匯

- 上水廣場
- 上水中心
- 新都廣場
- 龍豐商場
- 龍豐商場地面商舖
- 上水匯

## 商業發展
上水的商舖以連鎖店為主，多數為大型企業開設的分店， 只有少數知名品牌的創始店位於上水， 並漸漸發展成遍及全港的企業。
- 美國冒險樂園 於1994年在上水名都商場開設第一家店舖。截至2025年４月，全港共有50多間分店。[9]
- 龍豐藥房於1992年在龍豐花園開設第一家藥房，後發展成藥妝百貨連鎖集團，即龍豐藥業。截至2025年４月，全港共有25間分店，以龍豐Mall、龍豐藥妝、龍豐Pop Up 多個名稱營運。目前只有上水創始店及粉嶺分店以「龍豐藥房」之名營業。[10]

## 社區設施

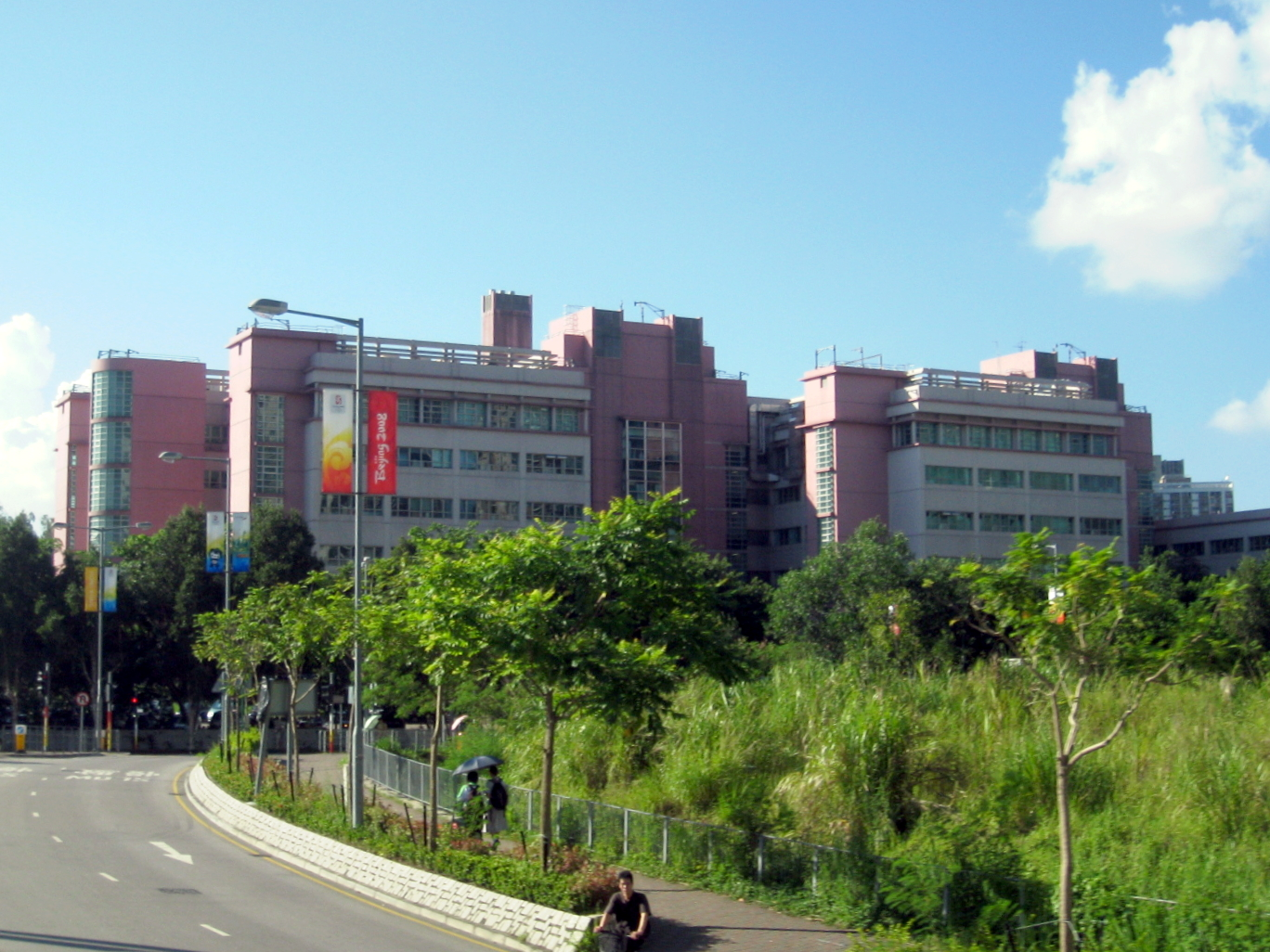
北區醫院
- 北區公園
- 北區大會堂
- 北區運動場
- 上水公共圖書館
- 上水游泳池
- 上水鄉籃球場
- 上水消防局
- 上水屠房
- 上水花園
- 雙魚河休憩處
- 河上鄉遊樂場
- 燕崗遊樂埸
- 古洞草地足球場
- 石湖墟市政大廈
- 石湖墟郵政局
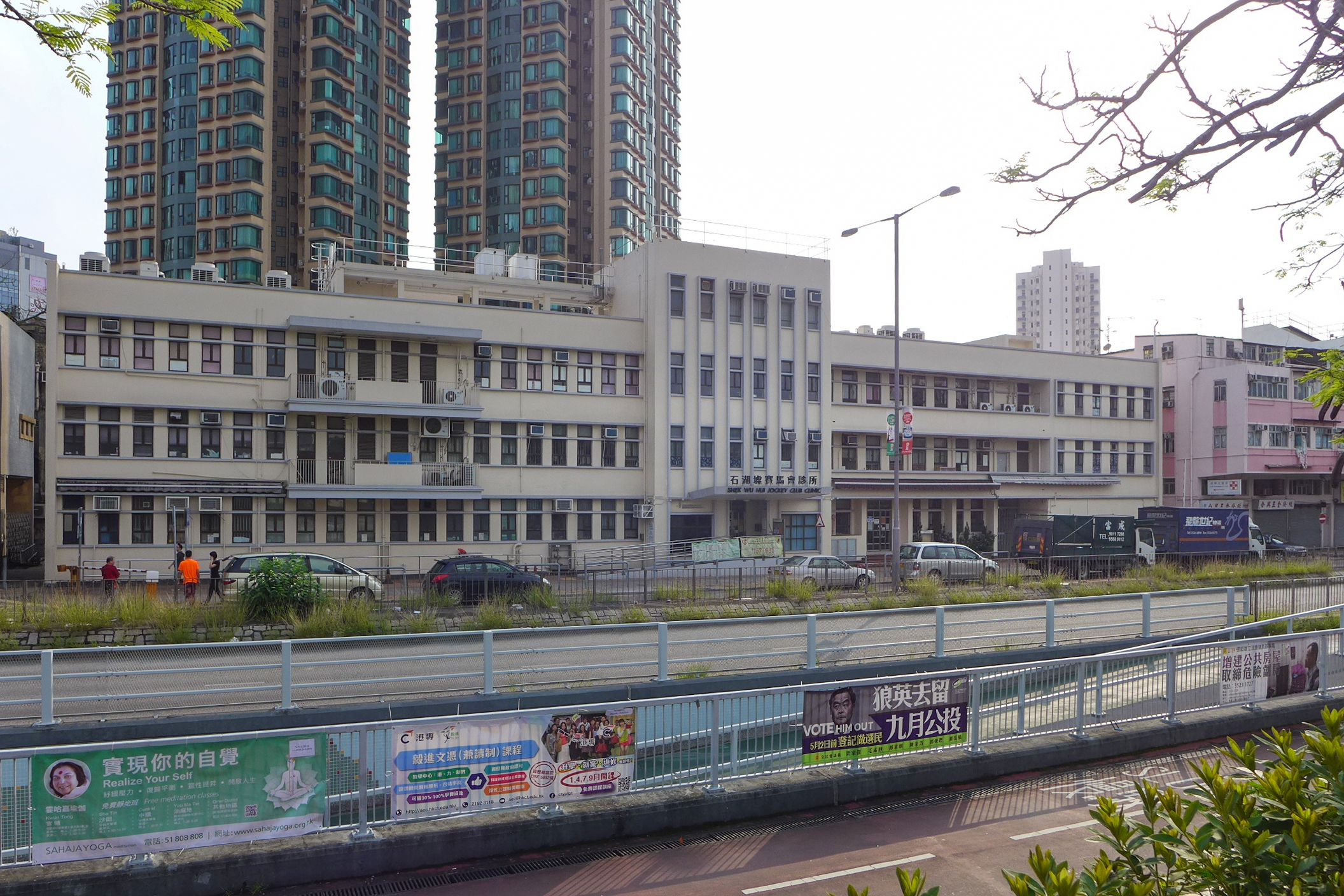
石湖墟賽馬會診所
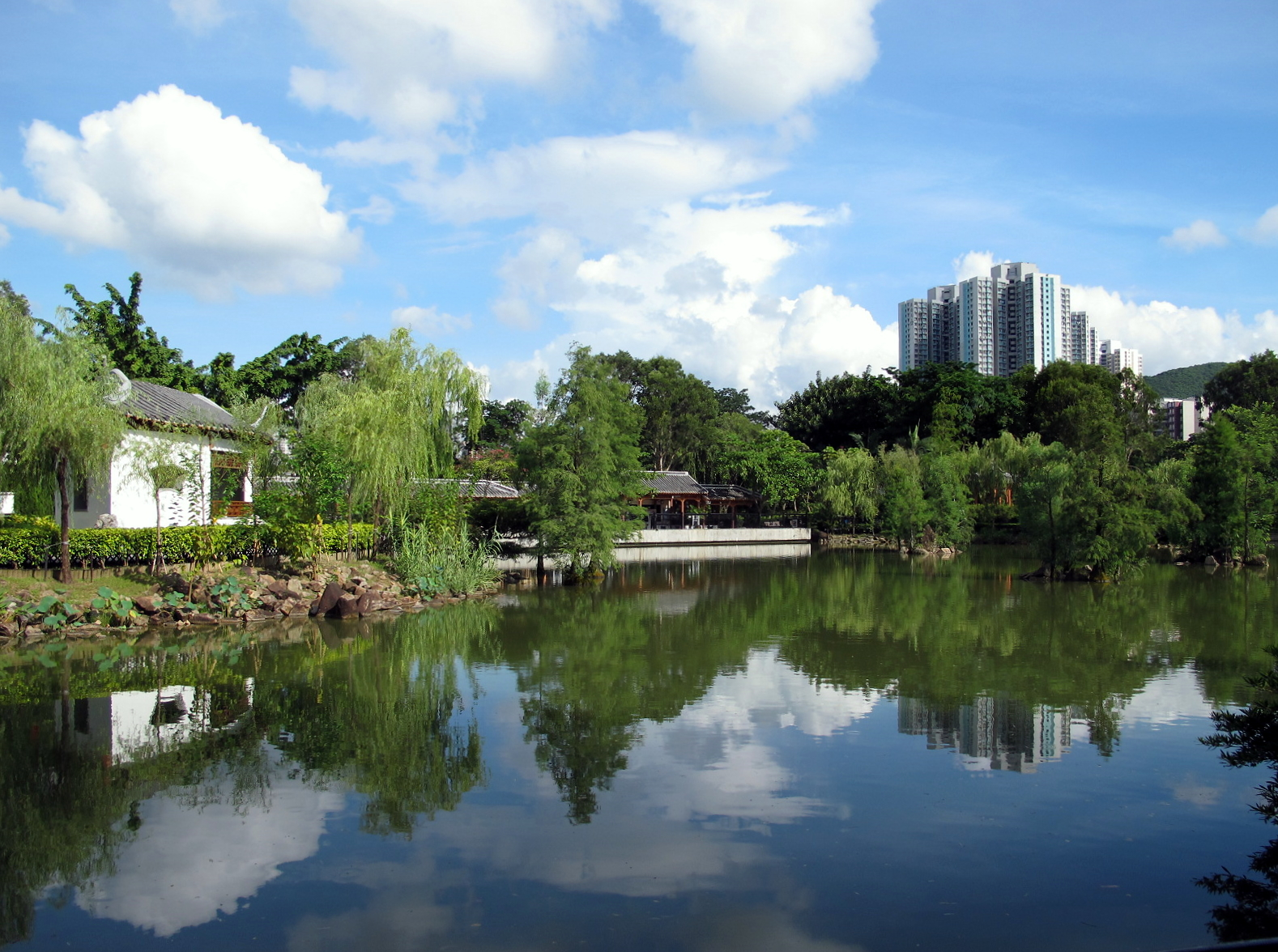
北區公園
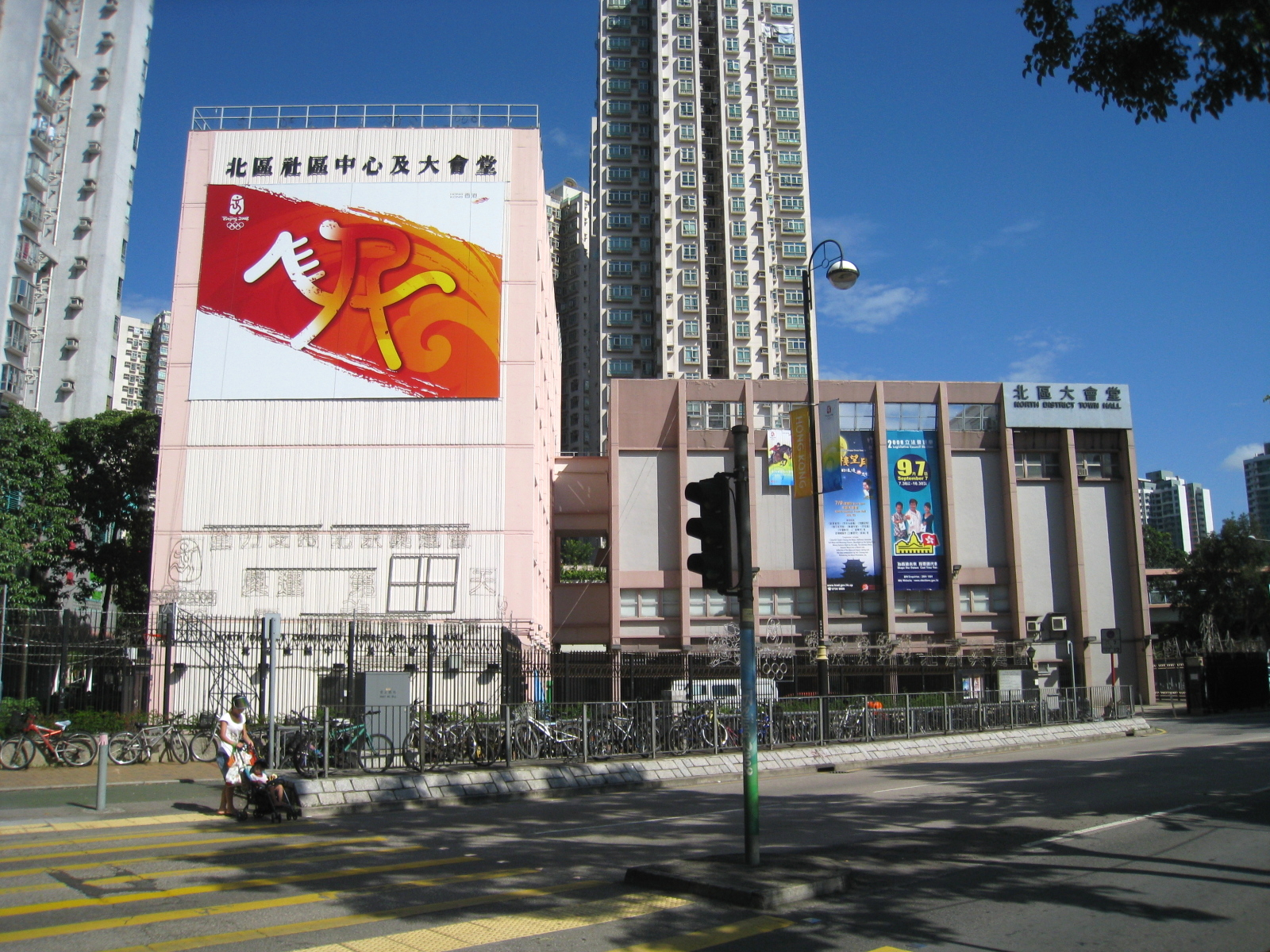
北區社區中心及大會堂
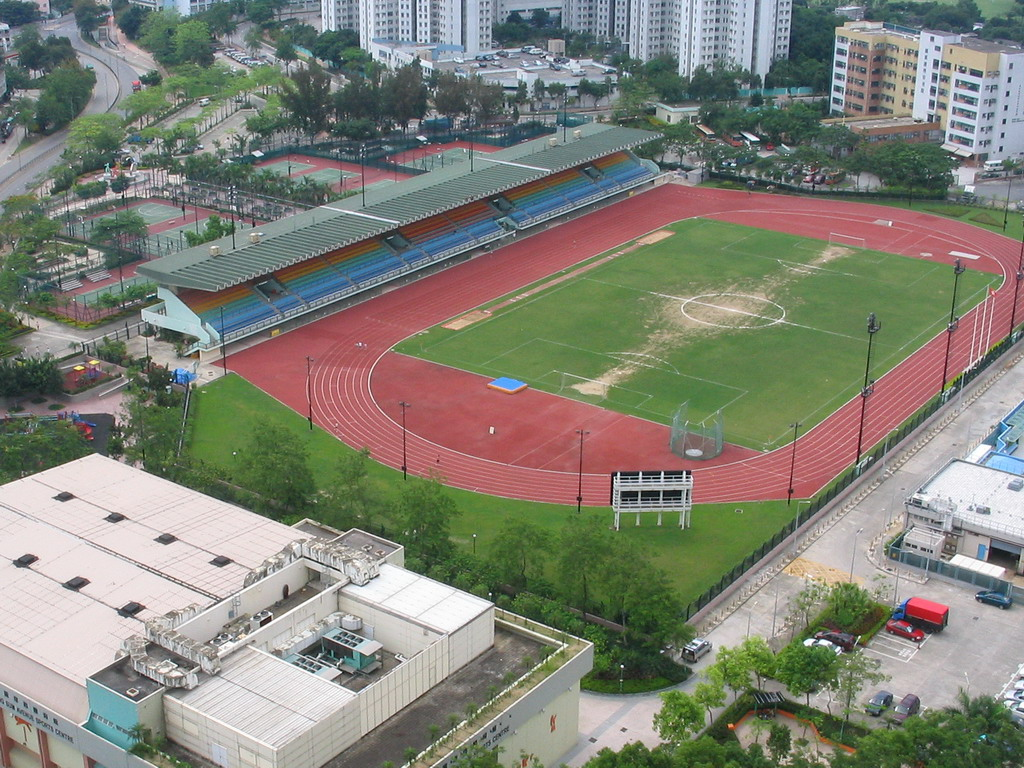
北區運動場
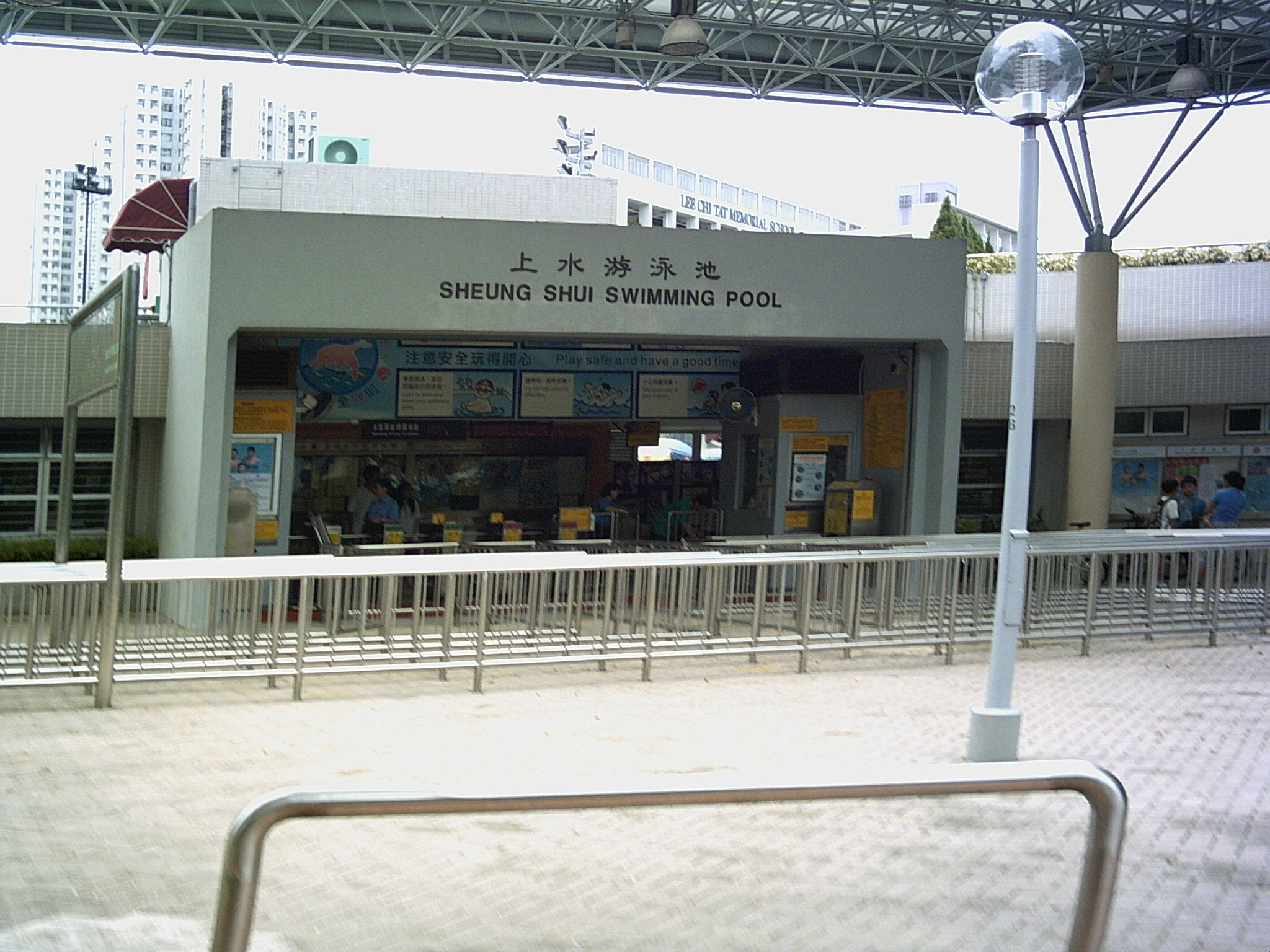
上水游泳池
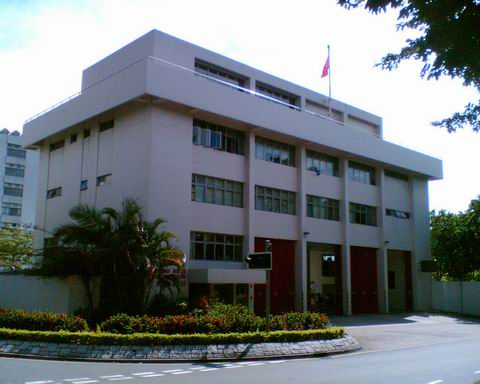
上水消防局

- 石湖墟賽馬會遊樂場
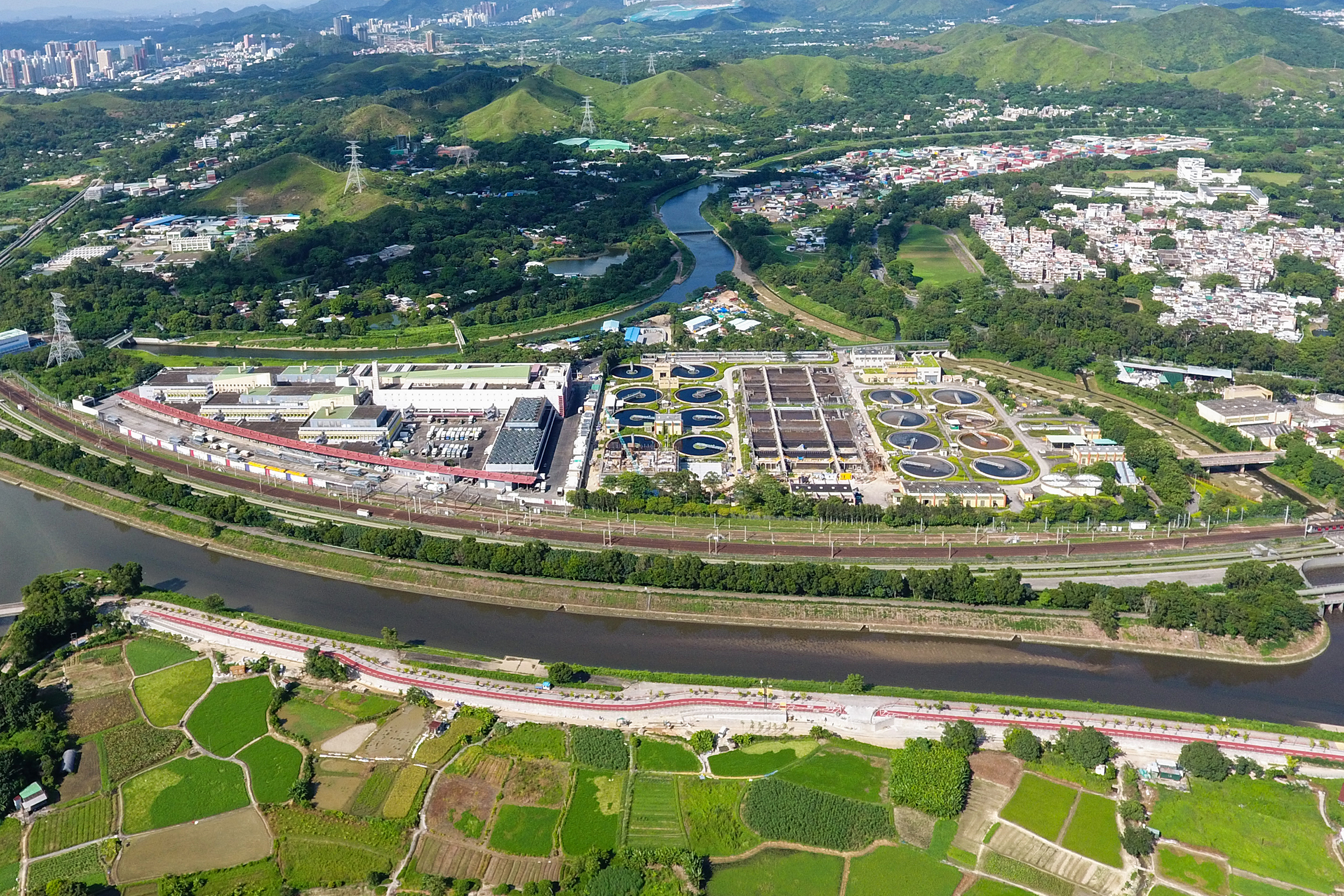
石湖墟污水處理廠
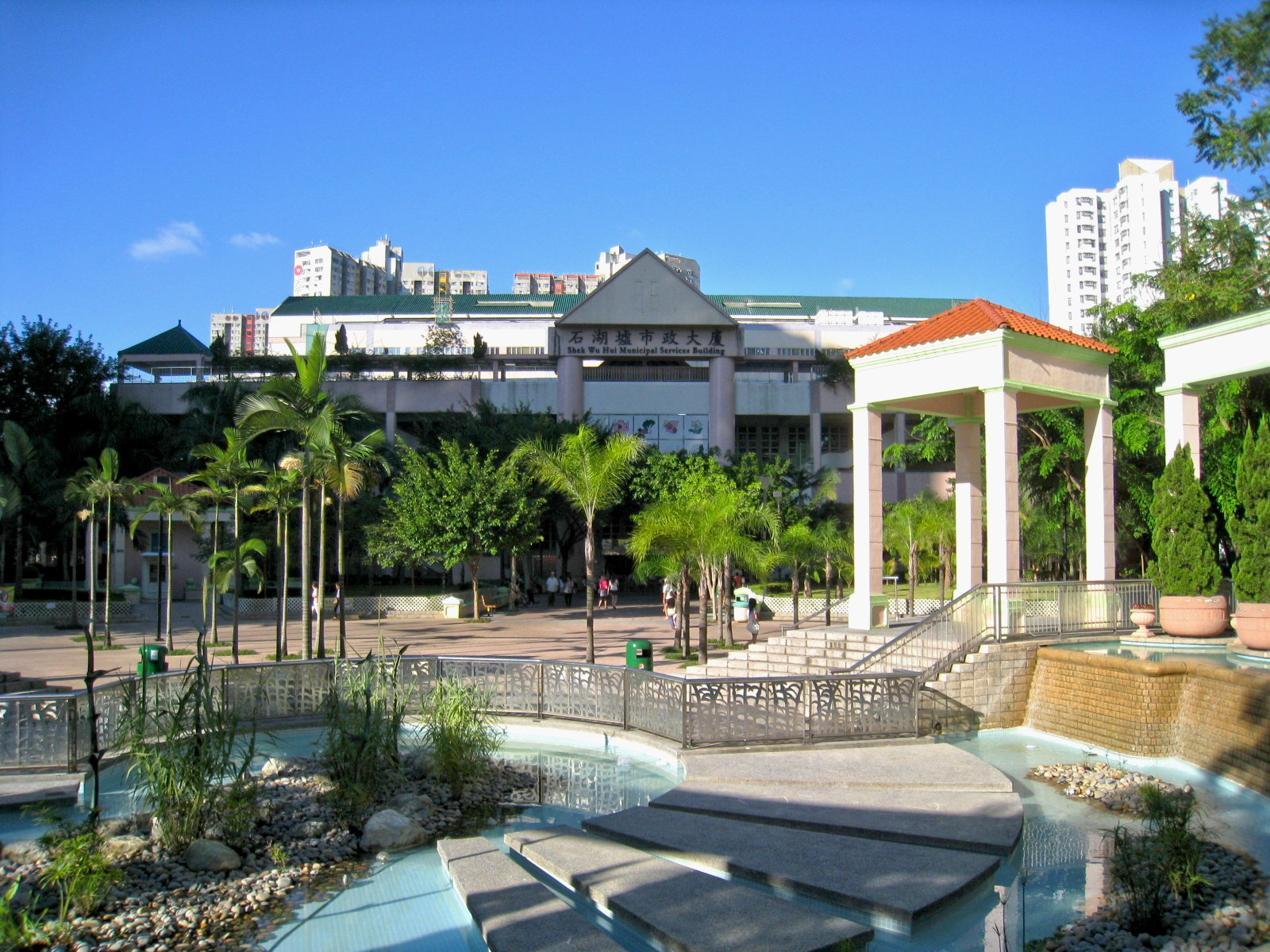
石湖墟市政大廈
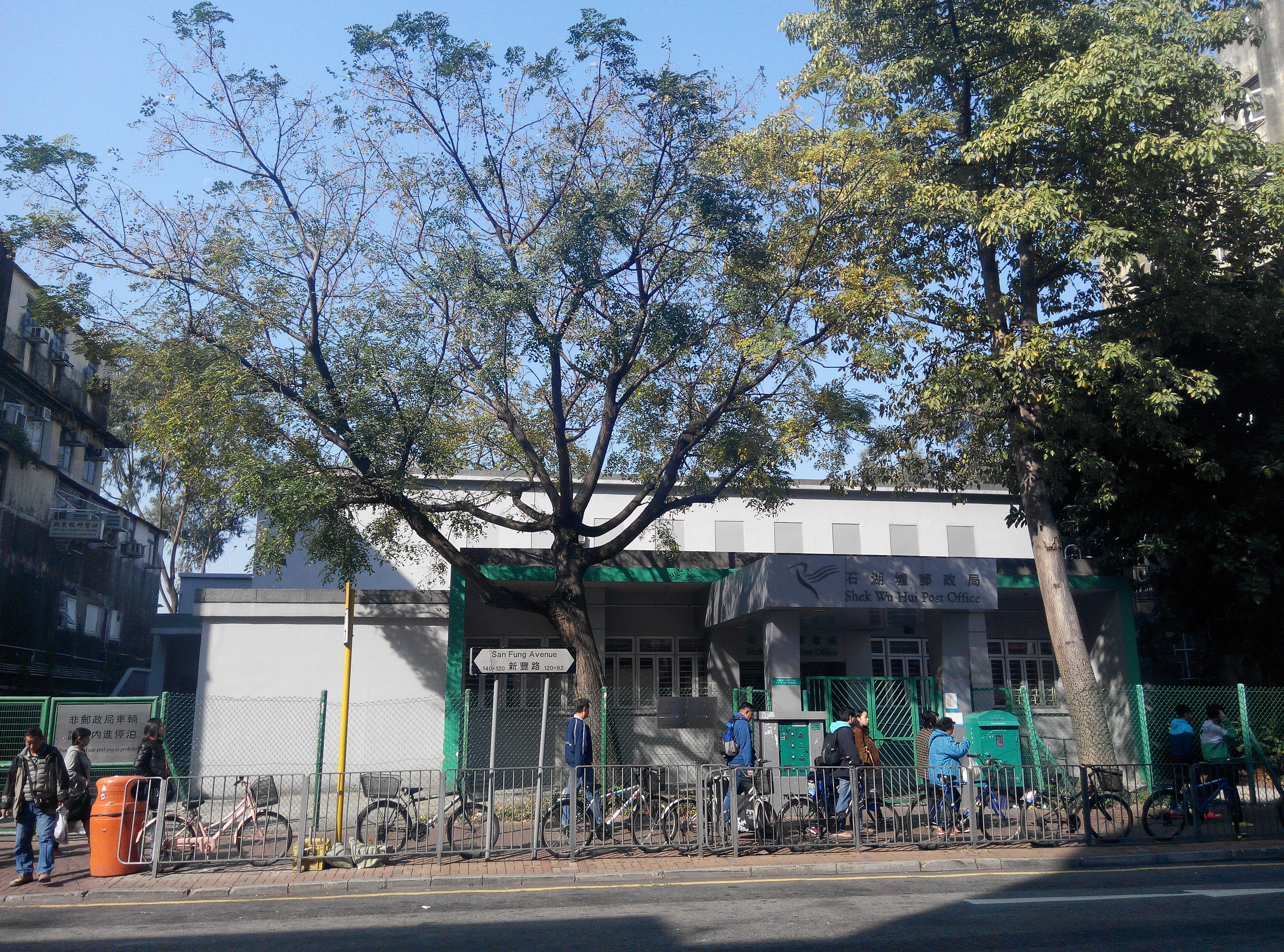
石湖墟郵政局
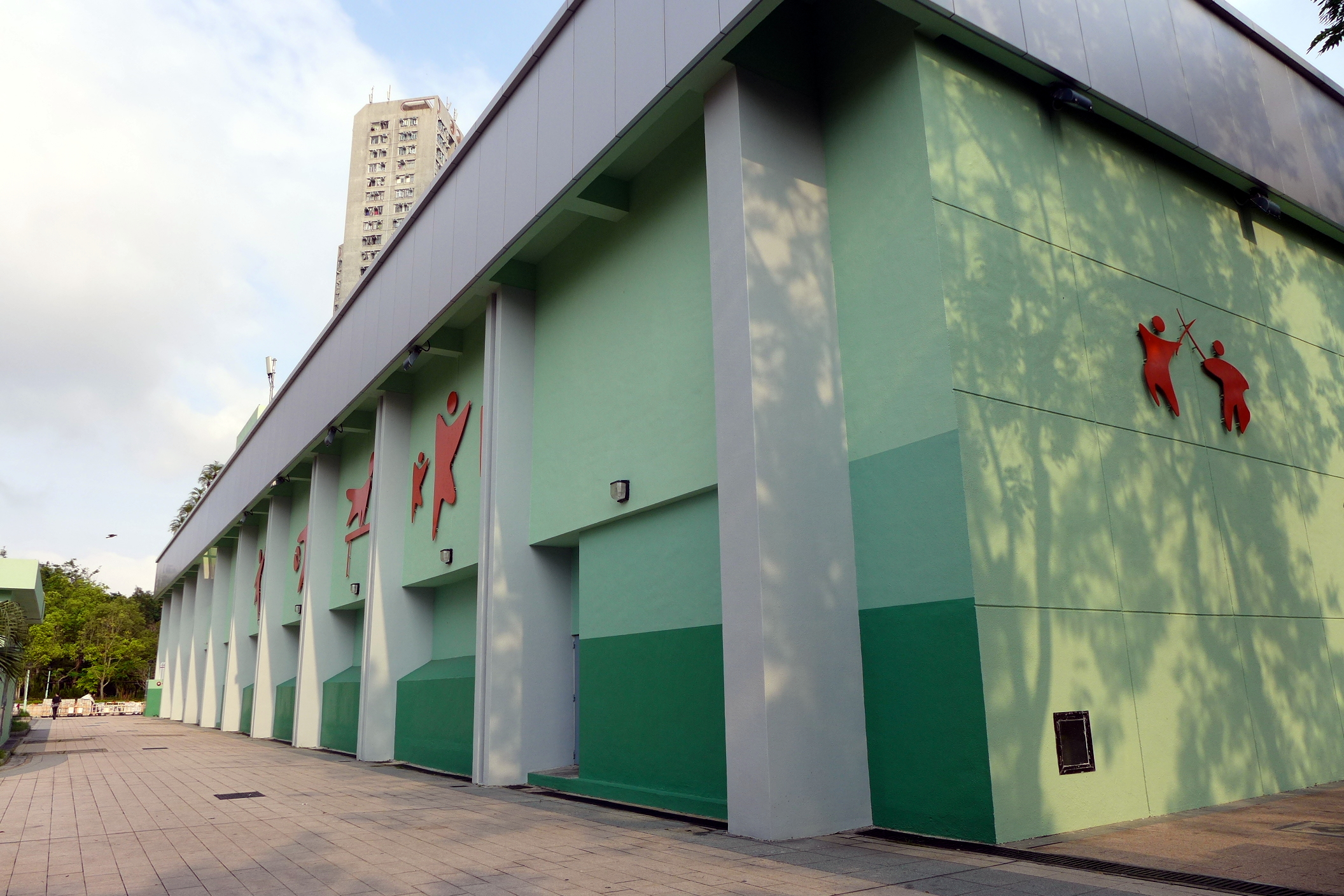
天平體育館
- 新運路花園
- 龍琛路體育館
- 保榮路體育館
- 保榮路遊樂場
- 上水展能運動村
- 東華三院馬草壟營地

- 北區醫院
- 石湖墟賽馬會診所
- 北區公園
- 北區社區中心及大會堂
- 北區運動場
- 上水游泳池
- 上水消防局
- 上水屠房和上水污水處理廠
- 石湖墟市政大廈
- 石湖墟郵政局
- 龍琛路體育館

## 基礎教育

### 中學
- 鳳溪第一中學
- 新界喇沙中學
- 東華三院甲寅年總理中學
- 香港道教聯合會鄧顯紀念中學

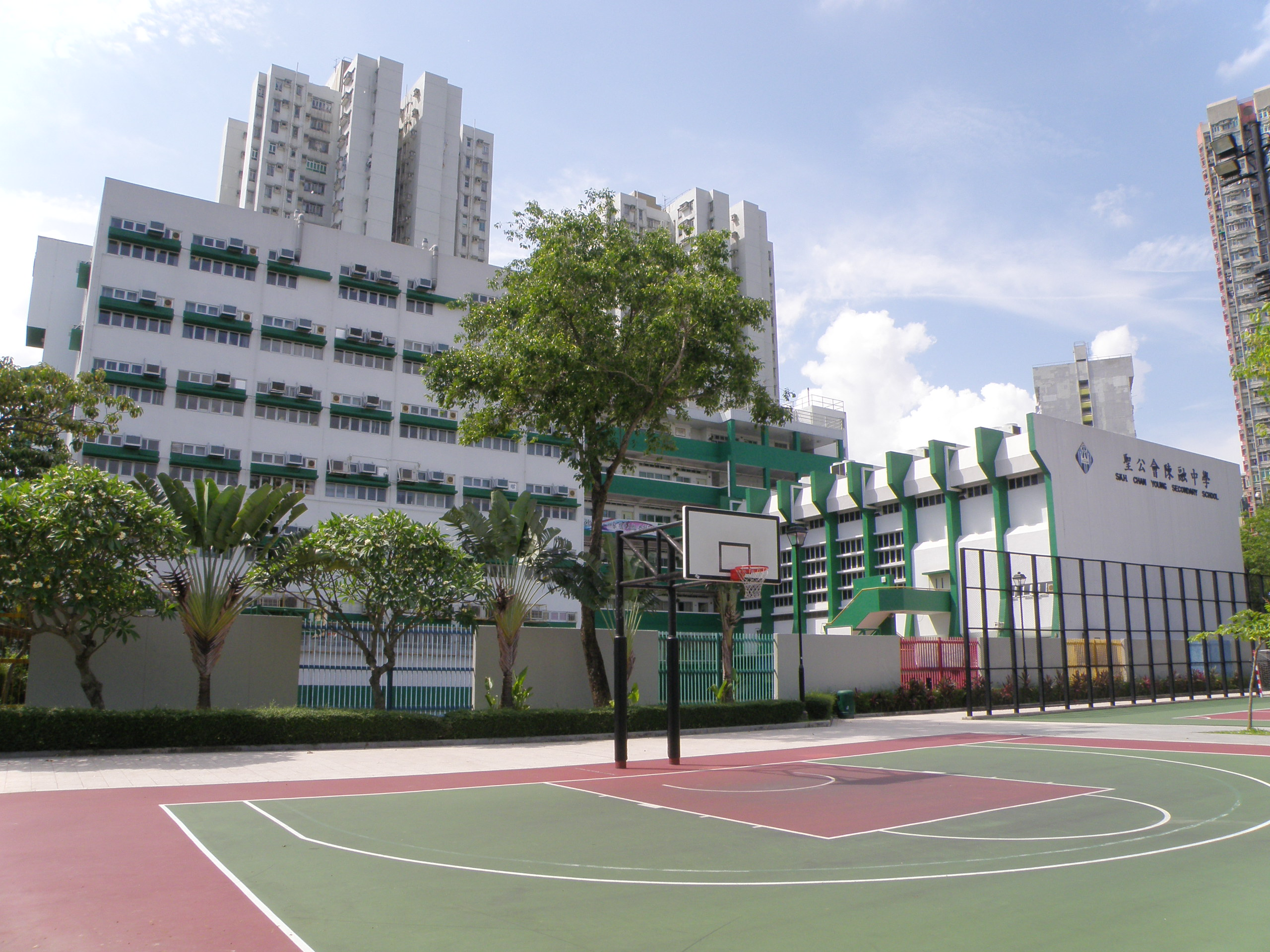
聖公會陳融中學
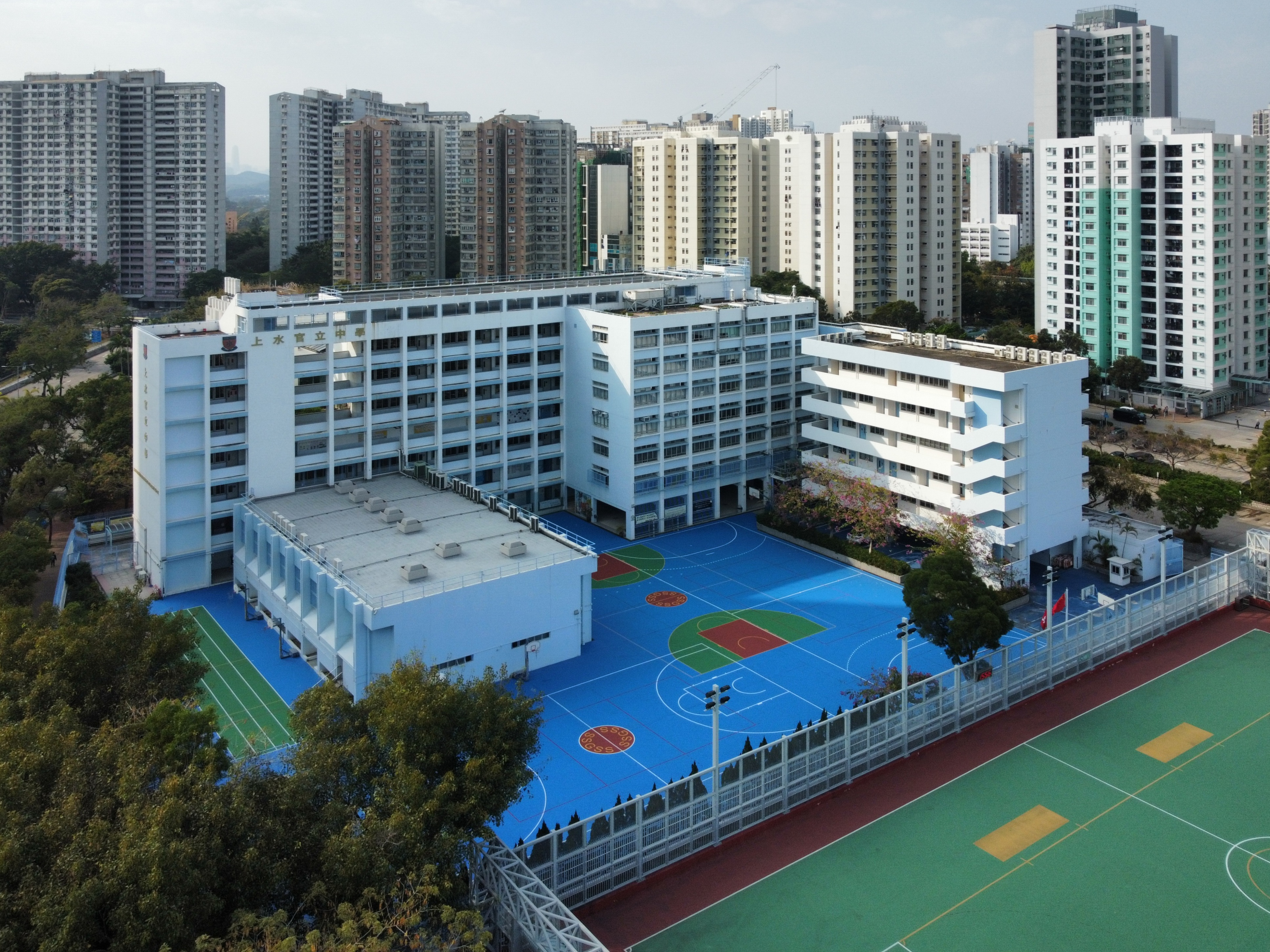
上水官立中學
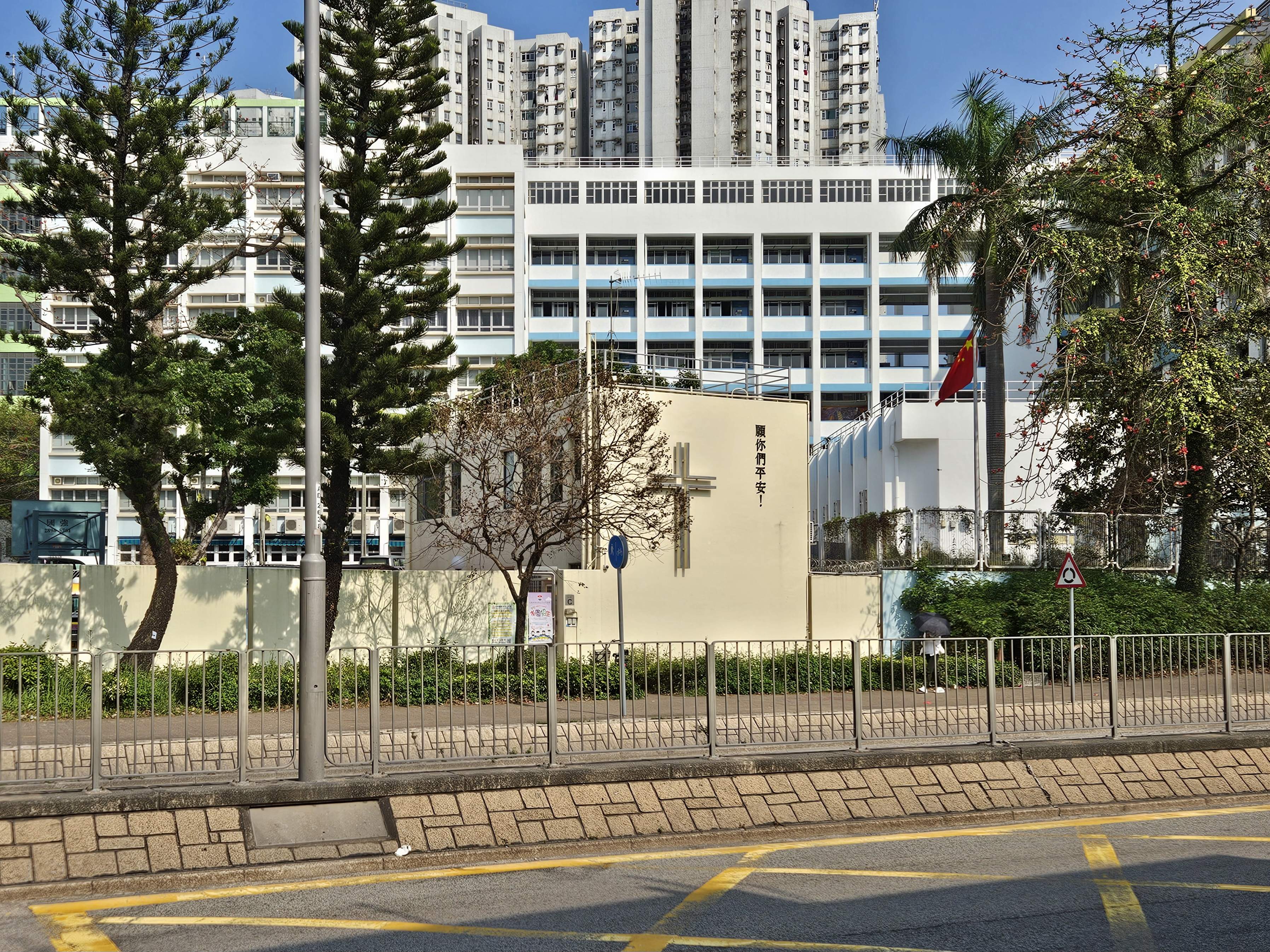
鳳溪廖萬石堂中學
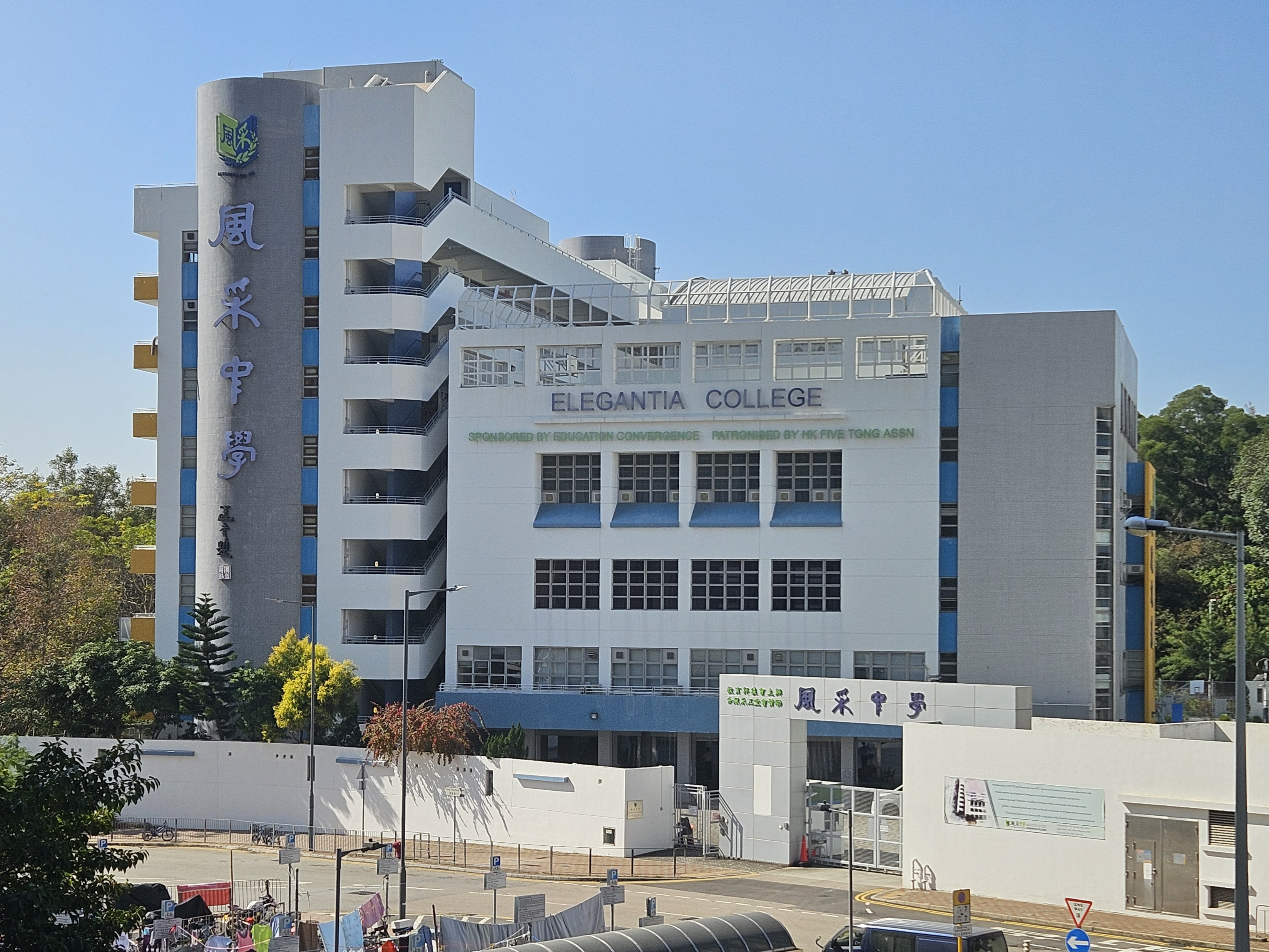
風采中學

- 聖公會陳融中學
- 上水官立中學
- 鳳溪廖萬石堂中學
- 風中學

### 小學
- 鳳溪第一小學
- 鳳溪創新小學

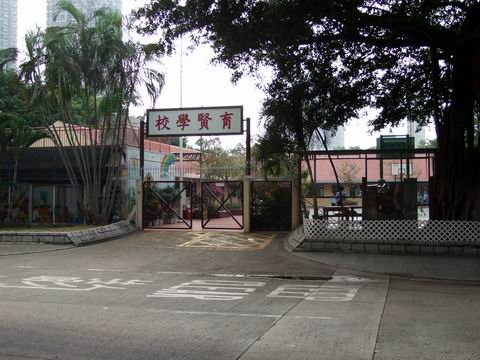
育賢學校
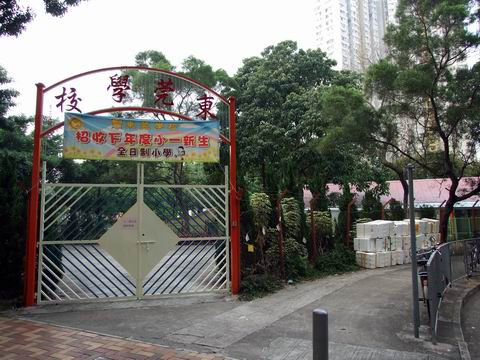
金錢村何東學校
- 上水東莞學校
- 上水惠州公立學校
- 石湖墟公立學校
- 香海正覺蓮社佛教陳式宏小學
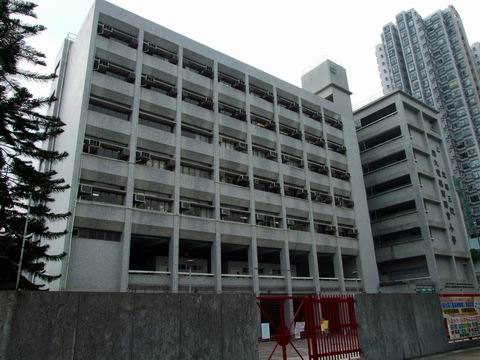
東華三院港九電器商聯會小學
- 聖公會榮真小學
- 李志達紀念學校
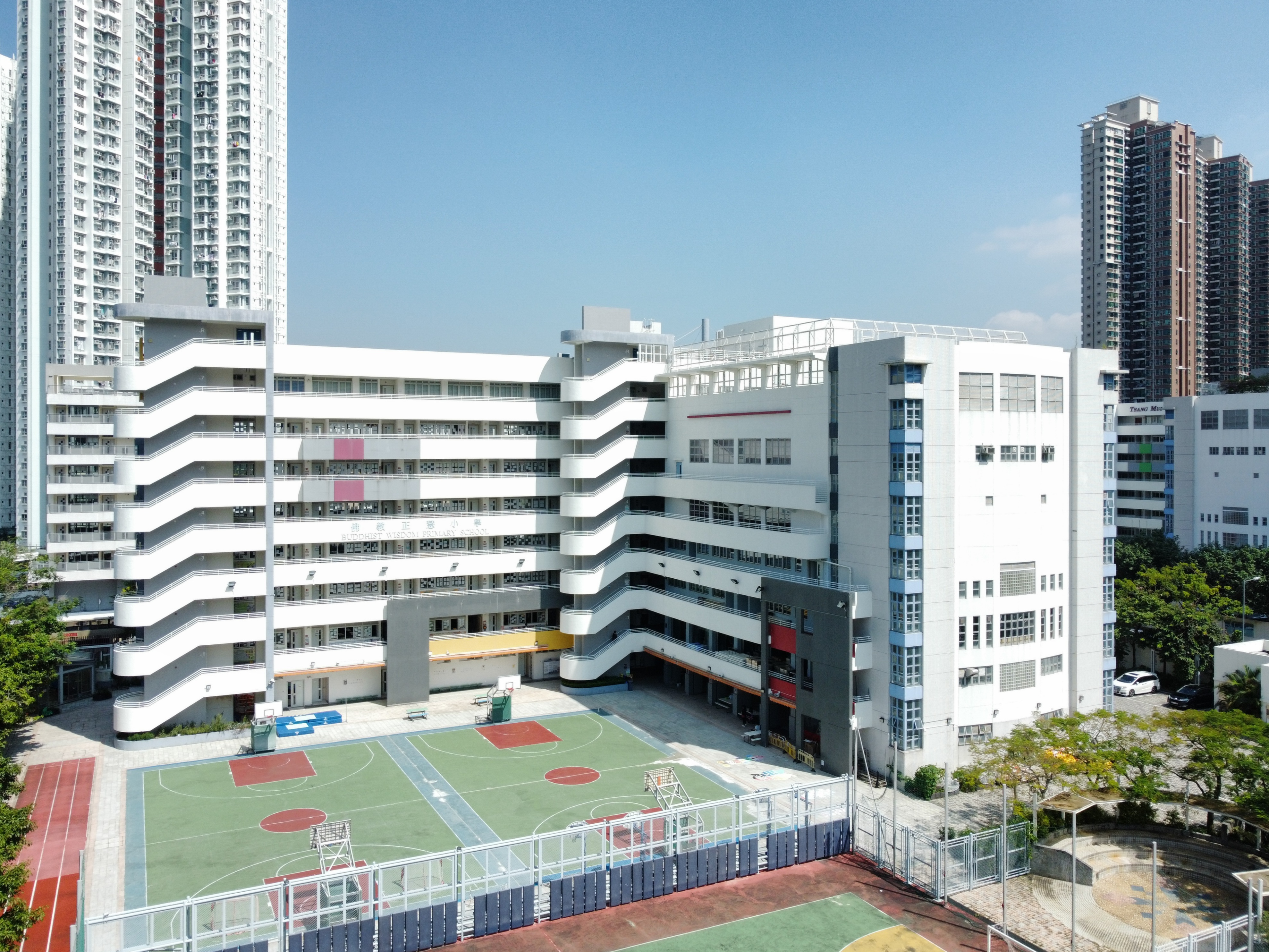
香海正覺蓮社佛教正慧小學
- 曾梅千禧學校
- 東華三院馬錦燦紀念小學

- 育賢學校
- 上水東莞學校
- 港九電器商聯會小學
- 佛教正慧小學

### 幼稚園
- 上水堂幼稚園
- 上水培幼幼稚園
- 鳳溪幼稚園
- 金錢村何東幼稚園
- 佛教沈東福幼稚園
- 上水禮賢會幼稚園
- 新界婦孺福利會上水幼兒學校
- 仁濟醫院永隆幼稚園
- 比諾中英文幼稚園
- 神召會華人同工聯會彩蒲幼稚園
- 上水惠州幼稚園（分校）
- 救世軍天平幼兒學校
- 東華三院徐展堂幼稚園
- 太平幼稚園
- 中華基督教青年會上水幼稚園
- 比諾中英文幼稚園
- 耀基創藝幼稚園（上水）
- 綠茵幼稚園（上水校）

## 宗教場所
- 上水浸信會
- 基督教中華宣道會上水堂
- 中華基督教禮賢會上水堂
- 香港聖經教會上水堂
- 中華傳道會上水基督教會
- 基督教銘恩堂上水堂
- 神召會頌恩堂
- 香港聖公會聖智堂 - 位於聖公會陳融中學內
- 天主教基督之母堂

## 殯儀場所
- 上水孝思堂：由上水鄉事委員會和石湖墟商會管理，無宗教，位於石湖墟新運里，鄰近上水港鐵站。

## 旅遊景點

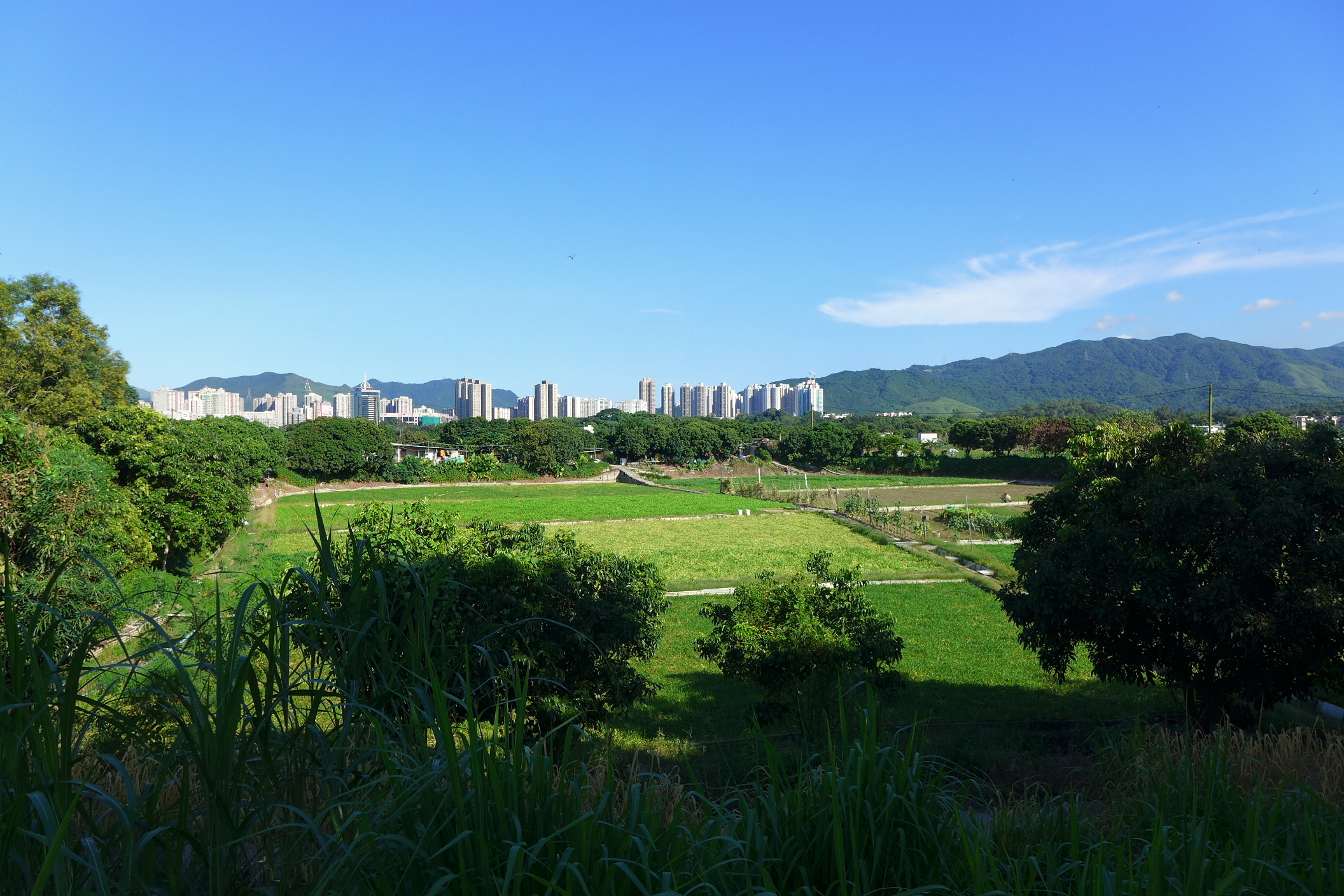
塱原仍設有種植通菜和西洋菜的濕農田

### 生態
- 塱原濕地

### 掌故

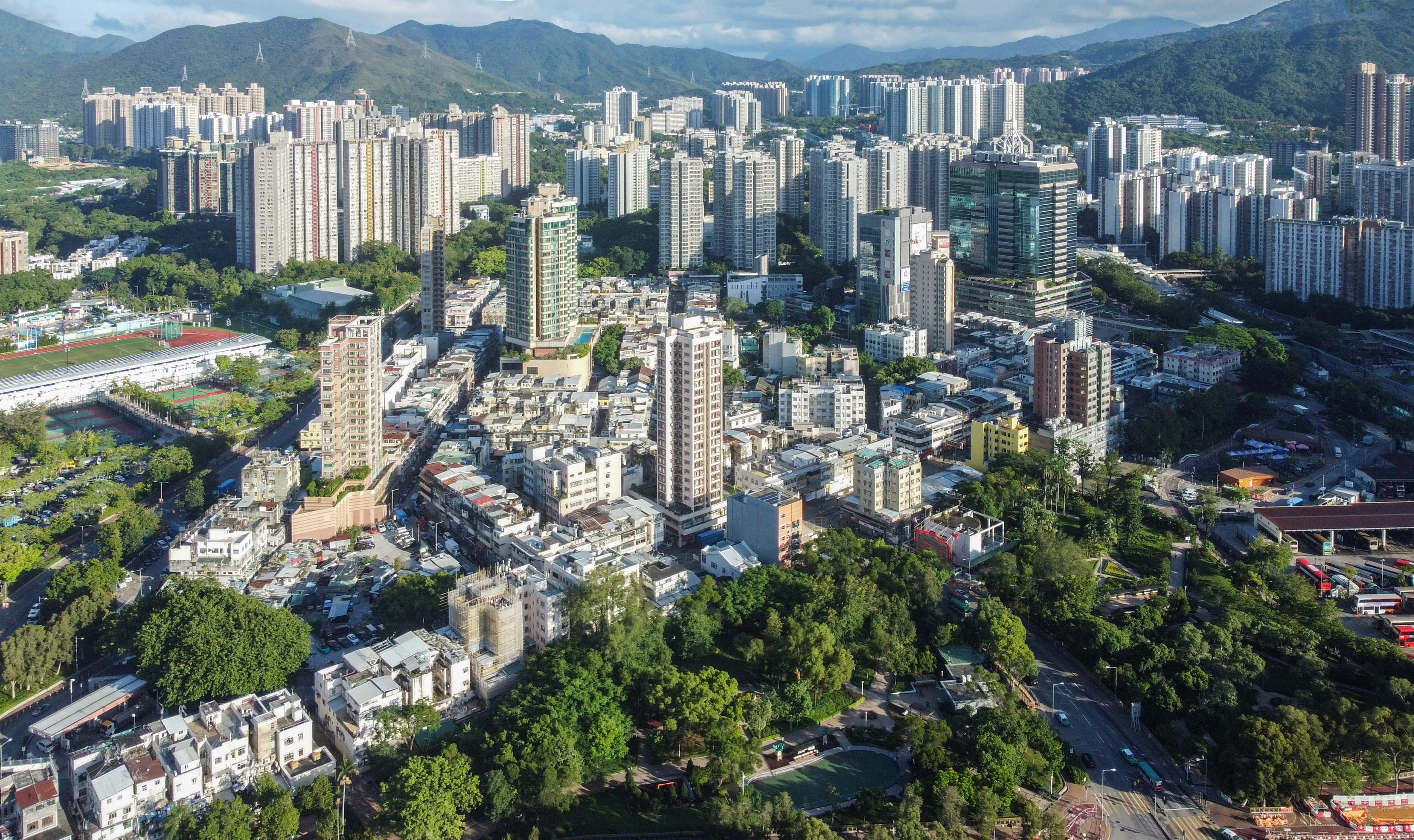
石湖墟
- 報德祠
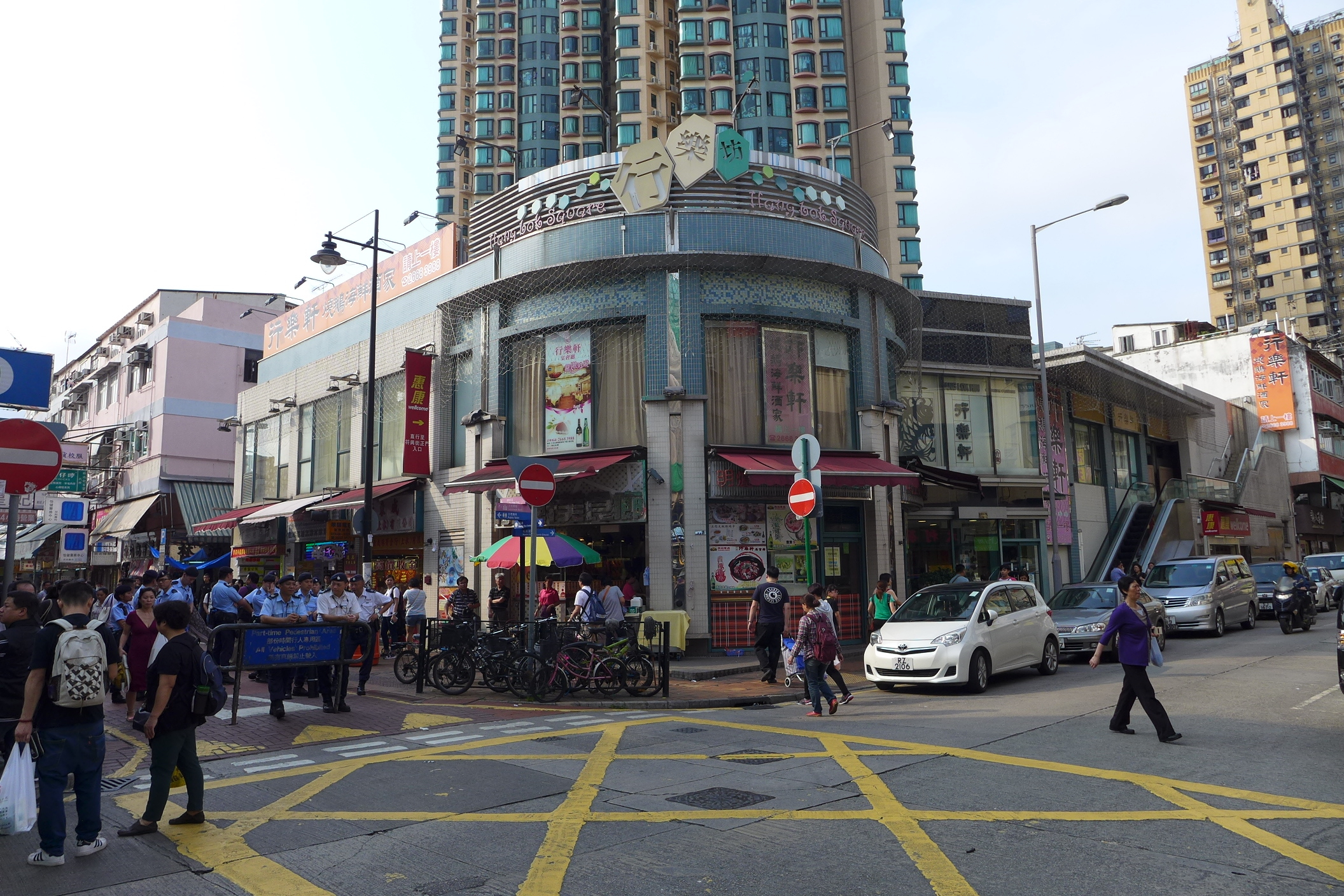
行樂戲院
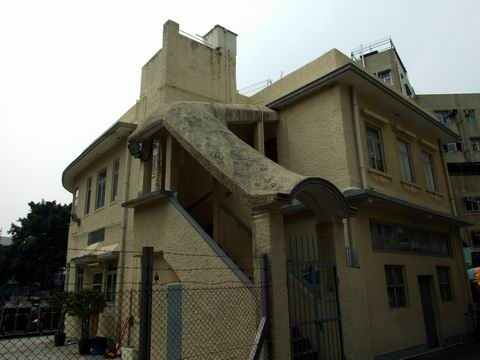
上水食環署 （前區域市政總署小販管理隊大樓）

- 馬會道消防局
- 小販管理隊大樓

- 石湖墟
- 行樂坊
（前行樂戲院）
- 上水食環署
（前區域市政總署小販管理隊大樓）

### 古蹟

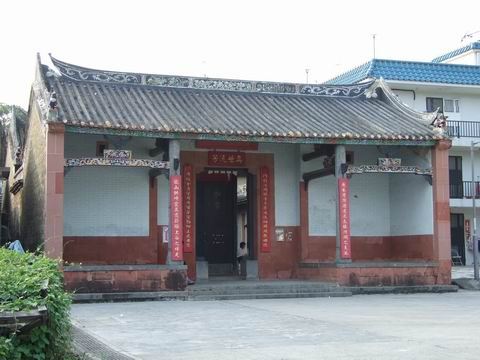
居石侯公祠
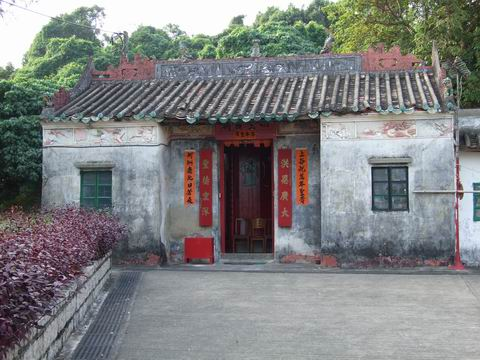
味峰侯公祠
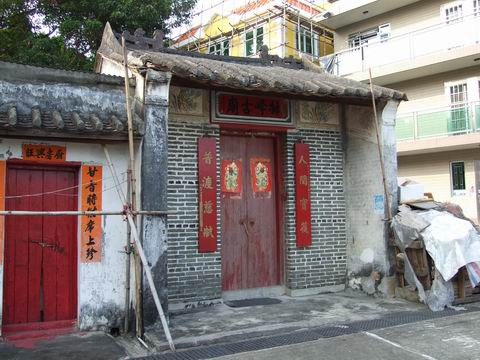
河上鄉洪聖廟 和 排峰古廟
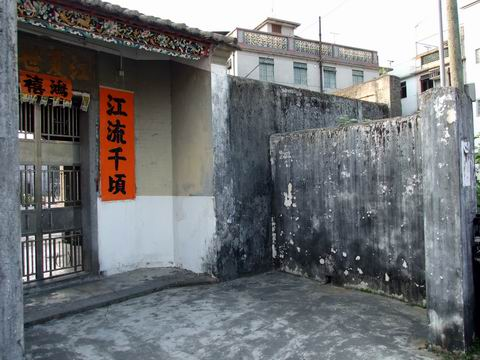
松柏塱客家圍
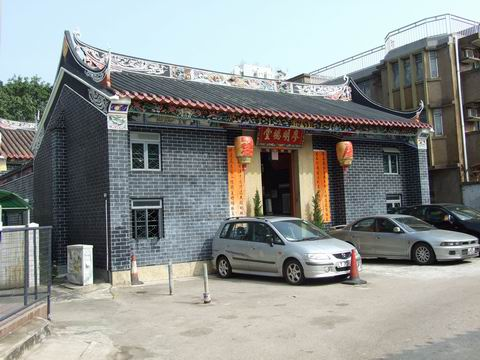
廖萬石堂
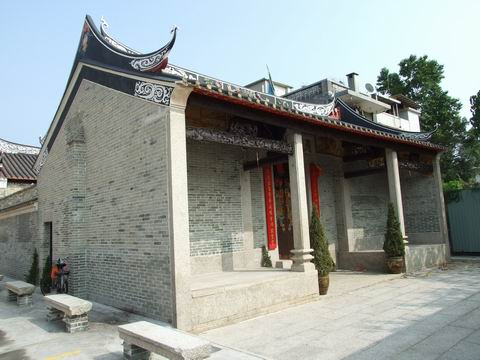
廖顯承堂（應龍廖公家塾）
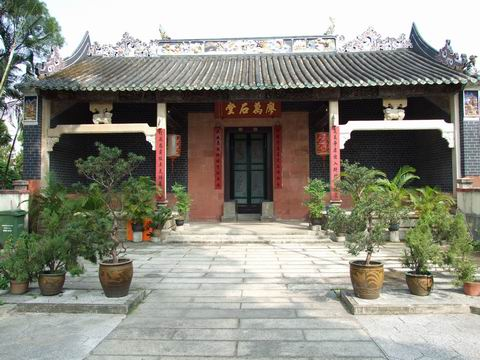
廖明德堂（應鳳廖公家塾）

- 居石侯公祠
- 河上鄉洪聖廟
- 排峰古廟
- 客家圍
- 廖明德堂
- 廖顯承堂
- 廖萬石堂

## 交通

### 主要交通幹道
- 馬會道

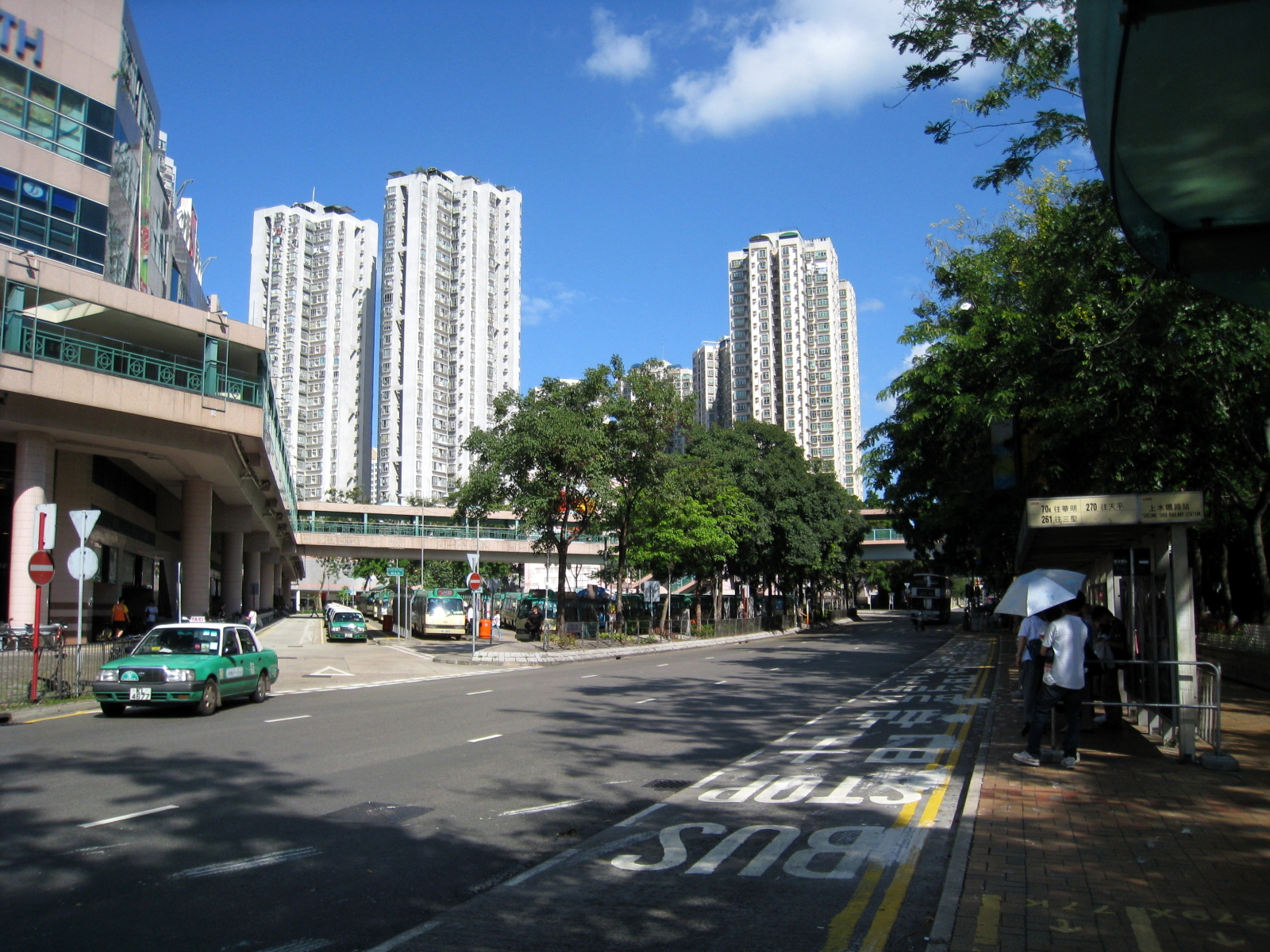
新運路
- 百和路
- 文錦渡路
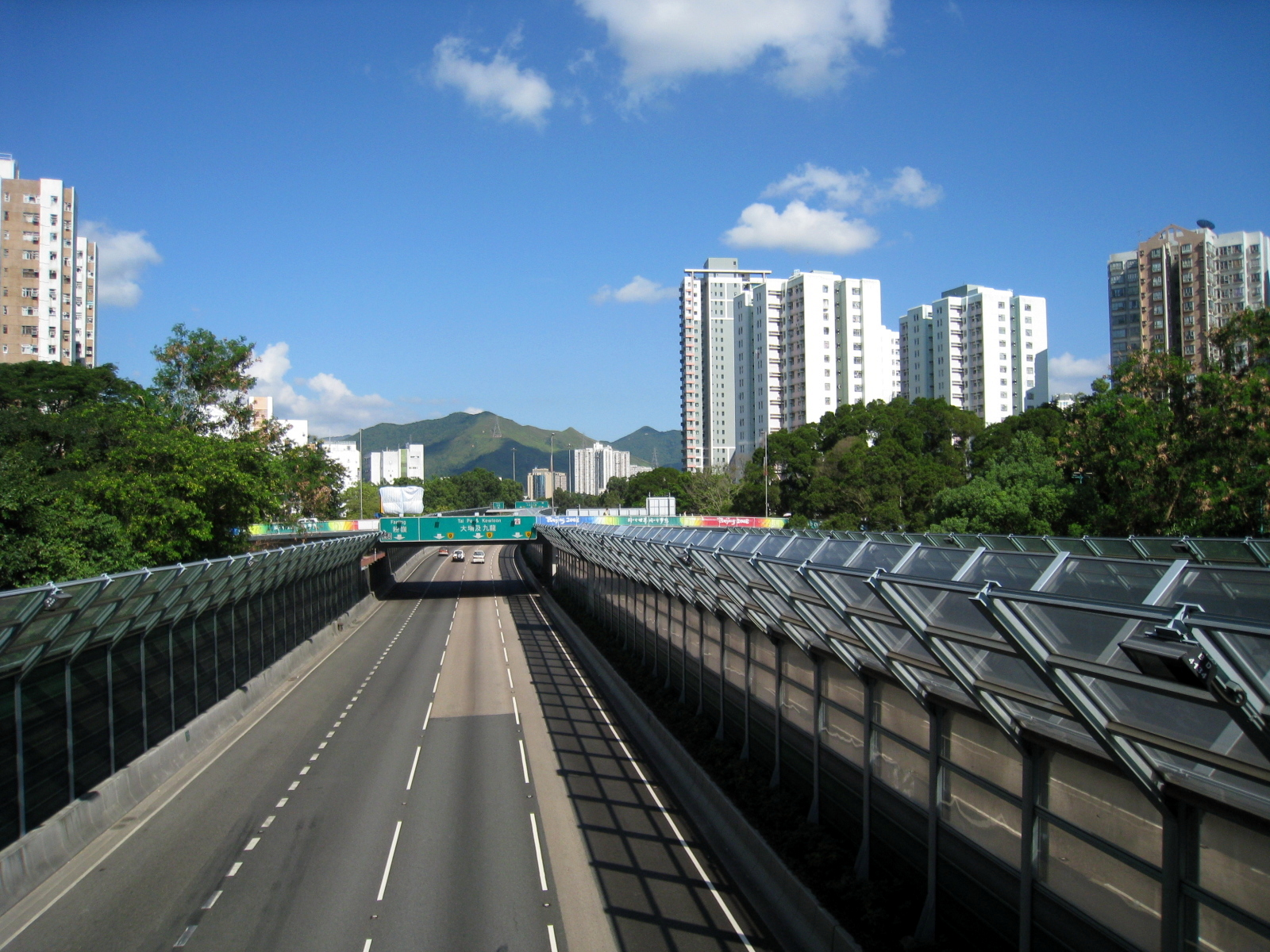
粉嶺公路
- 粉錦公路
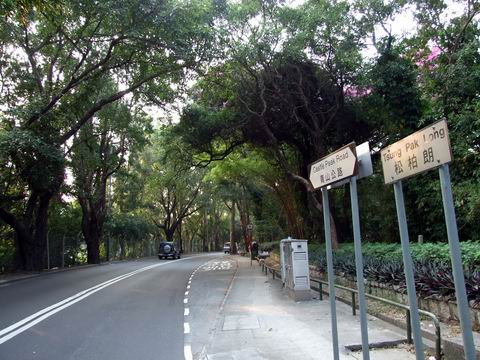
青山公路

- 新運路
- 粉嶺公路
- 青山公路松柏塱段

### 途經的公共交通服務

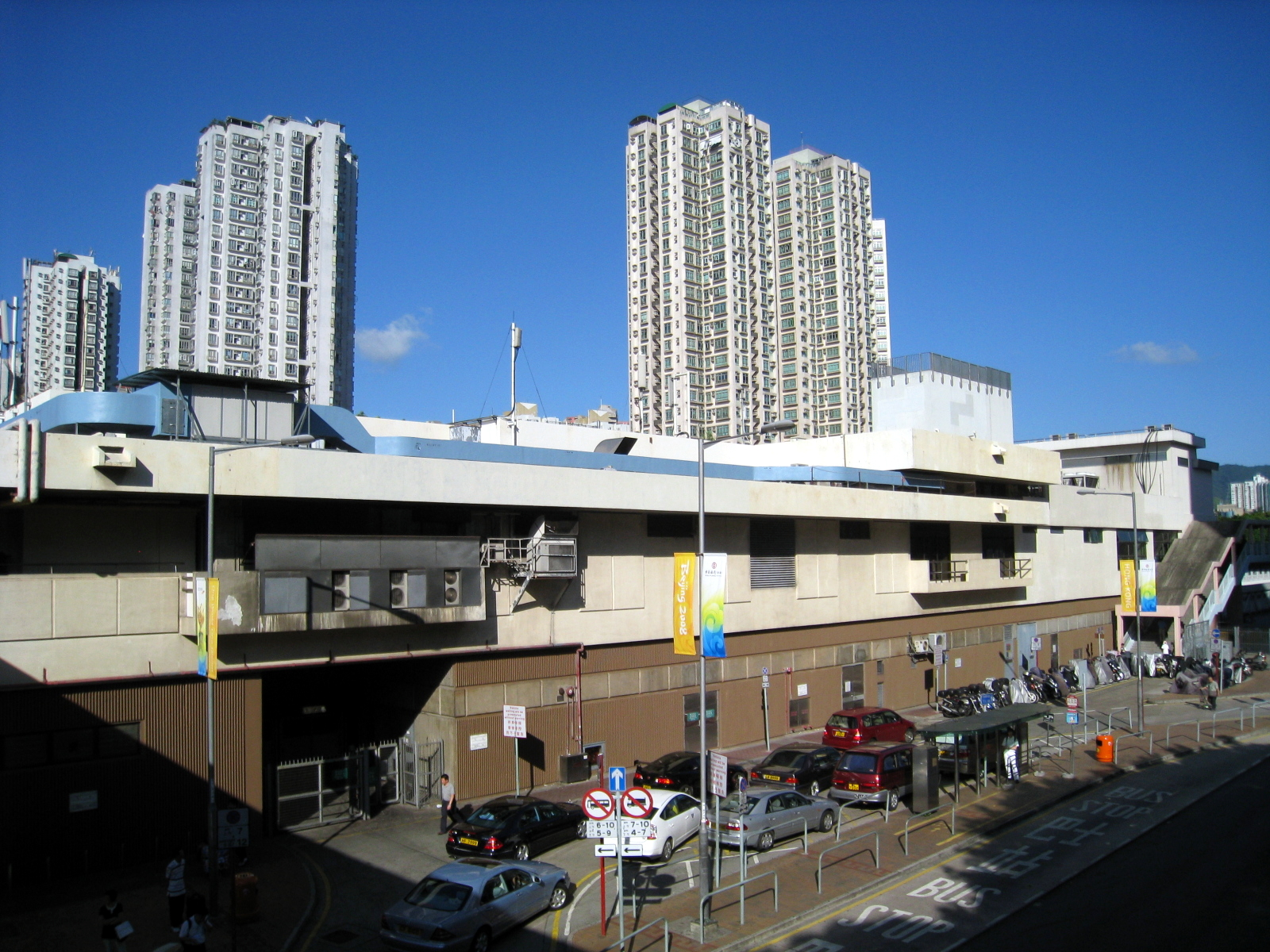
上水站外觀（彩園路）
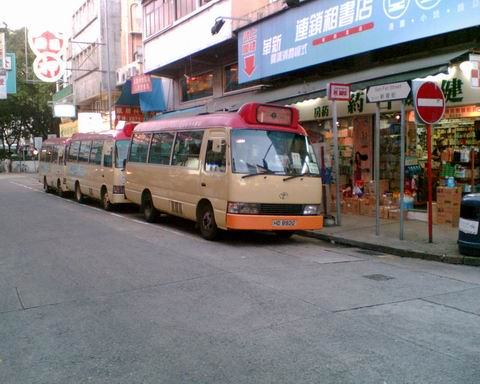
新發街17號小巴站
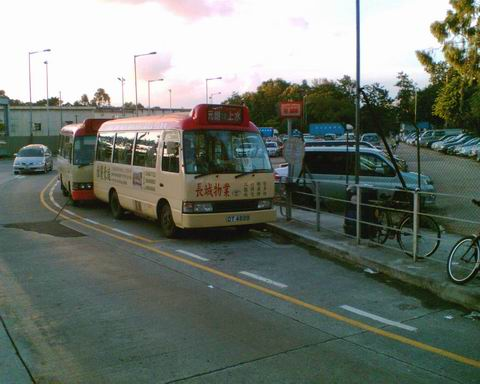
新運路18號小巴站

## 區議會議席分佈
由於鄰近上水的鄉村部分地點被發展商收購後，興建成不同的私人屋苑，日漸城市化、融入上水新市鎮。這類屋苑往往被劃入上水的選區範圍內，故現時以上水所包括的區議會議席亦包括部分原屬周邊鄉村的範圍。為方便比較，以下列表主要以掃管埔路、馬適路以北至雙魚河及梧桐河以南的地區為範圍。
| 年度/範圍                                          | 2000-2003              | 2004-2007              | 2008-2011              | 2012-2015              | 2016-2019              | 2020-2023              | 2024-2027  |
| -------------------------------------------------- | ---------------------- | ---------------------- | ---------------------- | ---------------------- | ---------------------- | ---------------------- | ---------- |
| 翠麗花園                                           | 鳳翠選區               | 鳳翠選區               | 鳳翠選區               | 鳳翠選區               | 鳳翠選區               | 鳳翠選區               | 紅花嶺選區 |
| 天平邨                                             | 天平西選區及天平東選區 | 天平西選區及天平東選區 | 天平西選區及天平東選區 | 天平西選區及天平東選區 | 天平西選區及天平東選區 | 天平西選區及天平東選區 | 紅花嶺選區 |
| 石湖墟、新都廣場、上水中心、上水名都               | 石湖墟選區             | 石湖墟選區             | 石湖墟選區             | 石湖墟選區             | 石湖墟選區             | 石湖墟選區             | 紅花嶺選區 |
| 旭埔苑                                             | 彩旭太選區             | 彩旭太選區             | 石湖墟選區             | 石湖墟選區             | 石湖墟選區             | 石湖墟選區             | 紅花嶺選區 |
| 彩蒲苑                                             | 彩旭太選區             | 彩旭太選區             | 彩園選區               | 彩園選區               | 彩園選區               | 彩園選區               | 紅花嶺選區 |
| 彩園邨                                             | 彩園選區               | 彩園選區               | 彩園選區               | 彩園選區               | 彩園選區               | 彩園選區               | 紅花嶺選區 |
| 太平邨、威尼斯花園、上水警察宿舍及上水紀律部隊宿舍 | 彩旭太選區             | 彩旭太選區             | 御太選區               | 御太選區               | 御太選區               | 御太選區               | 紅花嶺選區 |
| 御皇庭                                             | 上水鄉郊選區           | 上水鄉郊選區           | 御太選區               | 御太選區               | 御太選區               | 御太選區               | 紅花嶺選區 |
| 清河邨                                             | 上水鄉郊選區           | 上水鄉郊選區           | 清河選區               | 清河選區               | 清河選區               | 清河選區               | 紅花嶺選區 |

註：以上主要範圍尚有其他細微調整（包括編號），請參閱有關區議會選舉選區分界地圖及條目。

## 外部連結
- (PDF). 香港傷健協會. 2008  [2012-02-11].[永久]